# Biserica reformată din Tonciu, Mureș

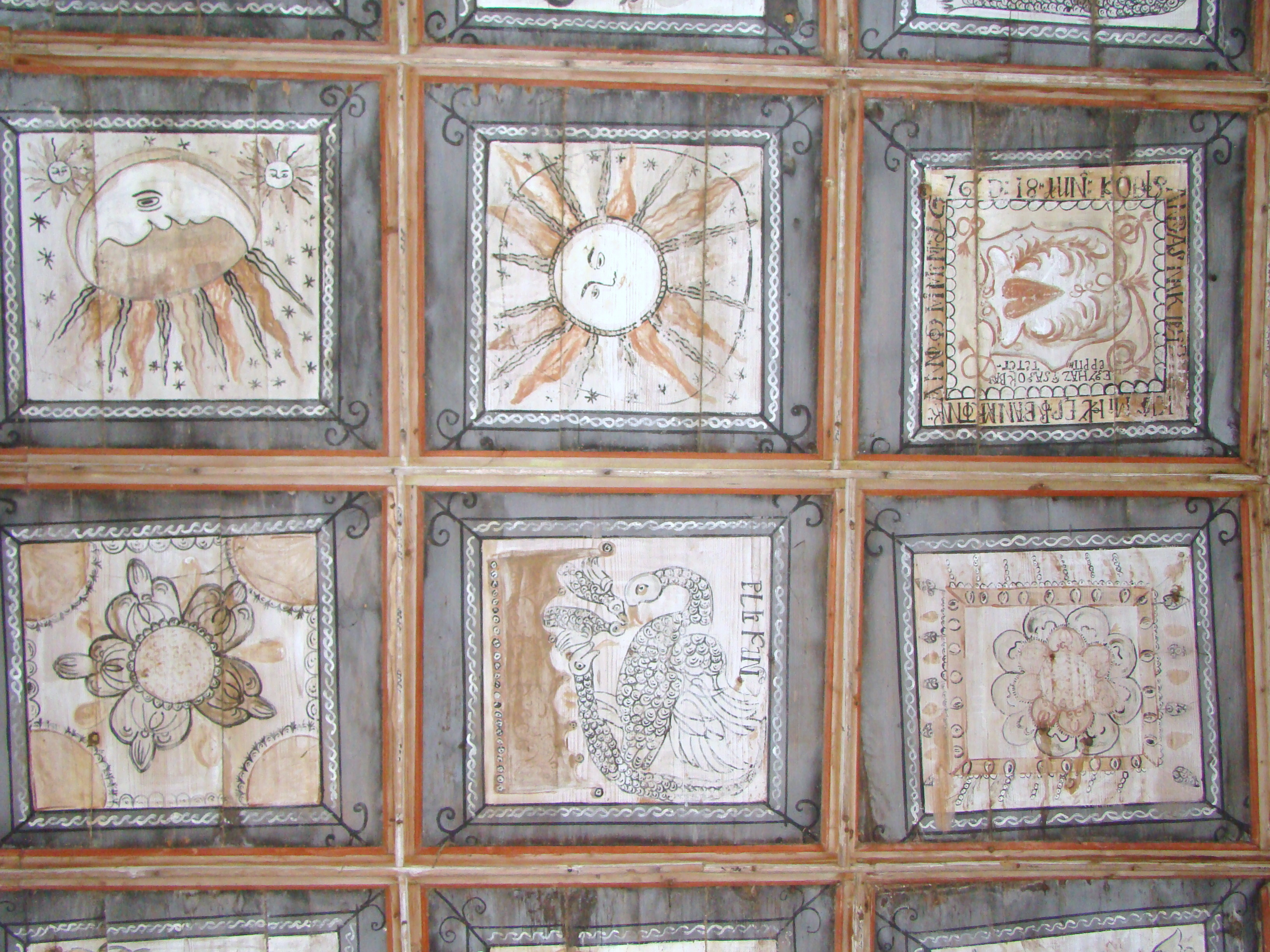
Tavanul casetat

Biserica reformată din Tonciu este un monument istoric aflat pe teritoriul satului Tonciu; comuna Fărăgău.

## Localitatea
Tonciu (în maghiară Tancs) este un sat în comuna Fărăgău din județul Mureș, Transilvania, România. Menționat pentru prima dată în anul 1439 sub numele de Tats.

## Biserica
Conform datelor existente construcția a început în jurul anului 1410 și a fost finalizată în jurul anului 1450, fără un turn de lemn separat (clopotniță). În momentul Reformei, biserica nu a suferit modificări majore, doar sacristia, devenită redundantă, a fost demolată. Aceasta se poate deduce din țigla rămasă care poartă inscripția „SK 1663”. 
Această biserică conține unul dintre cele mai valoroase tavane din lemn pictate din Transilvania, menționate în mai multe cărți și studii. Realizat în 1676. Numele pictorului nu este menționat, dar poate fi recunoscut din descrierea lui Balázs Orbán a unui tavan pictat în mod similar, la biserica reformată din Eremieni, tavan care în prezent nu mai există, al cărui autor a fost Parajdi Ijés János.
Amvonul în formă de potir, este confecționat din calcar alb și sugerează o operă a lui Dávid Sipos, prin analogie cu alte lucrări ale sale. Pe partea din față a plăcii de marmură se află blazonul lui Francisc Földvári, patronul bisericii, și inscripția în latină: „FERVEN TE IN DEUM (AMORE HOC ALTARE) ÎN GLORIAM SUMMI (NUMINI SERIGI CURA) VIT FRANCISCUS CO. ANNO 1758″ El a plătit și construirea coroanei amvonului în 1769.
Turnul a fost distrus de o furtună puternică în 12 mai 1912. Actualul turn al bisericii a fost construit în august 1921, din donațiile contelui Teleki Arthur.
Ultimele reparații ale bisericii au fost în 1950 (refăcut acoperișul), 1973 (renovată în interior și exterior, electrificată) și 1999-2000.

## Imagini din exterior

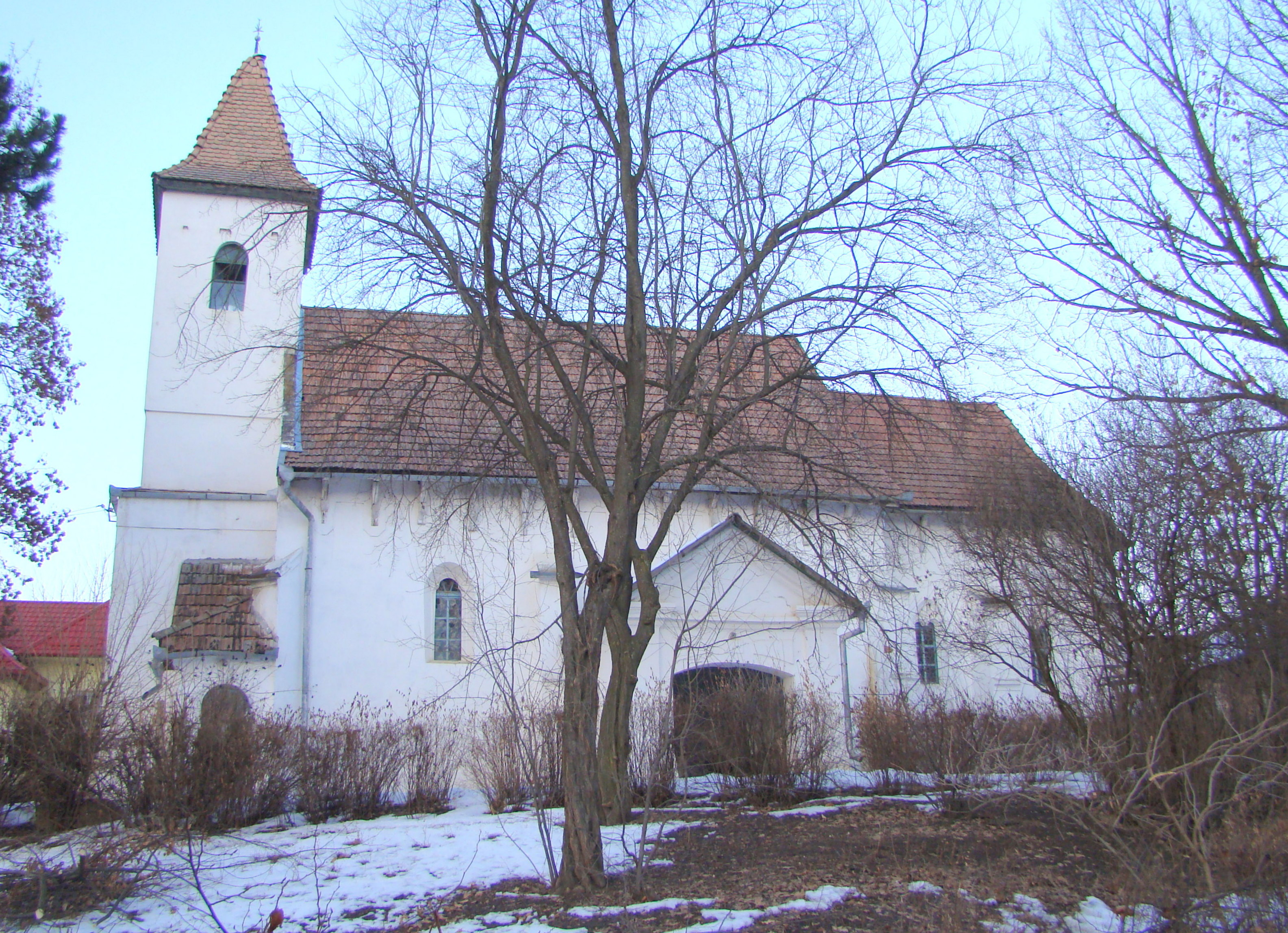
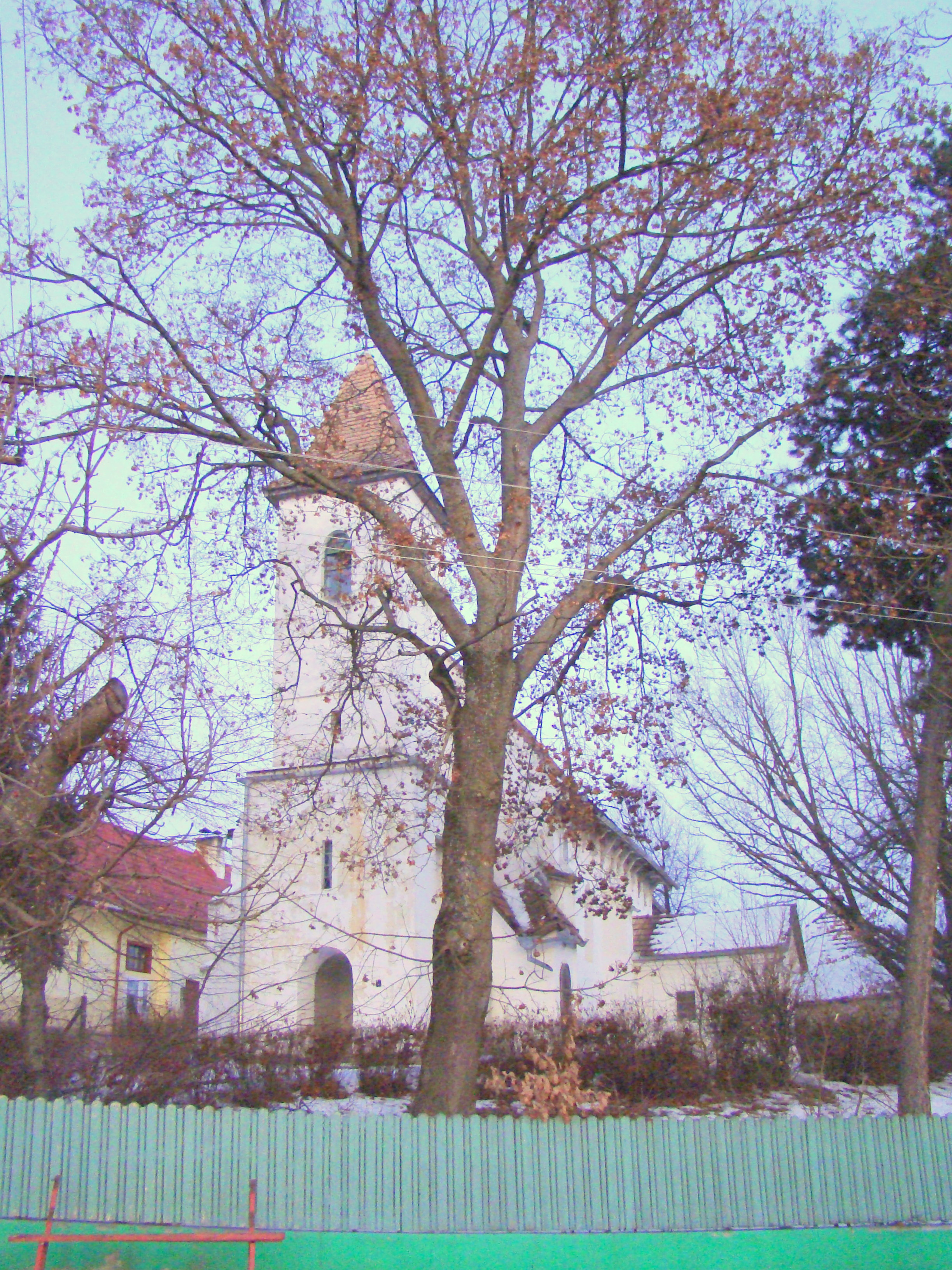
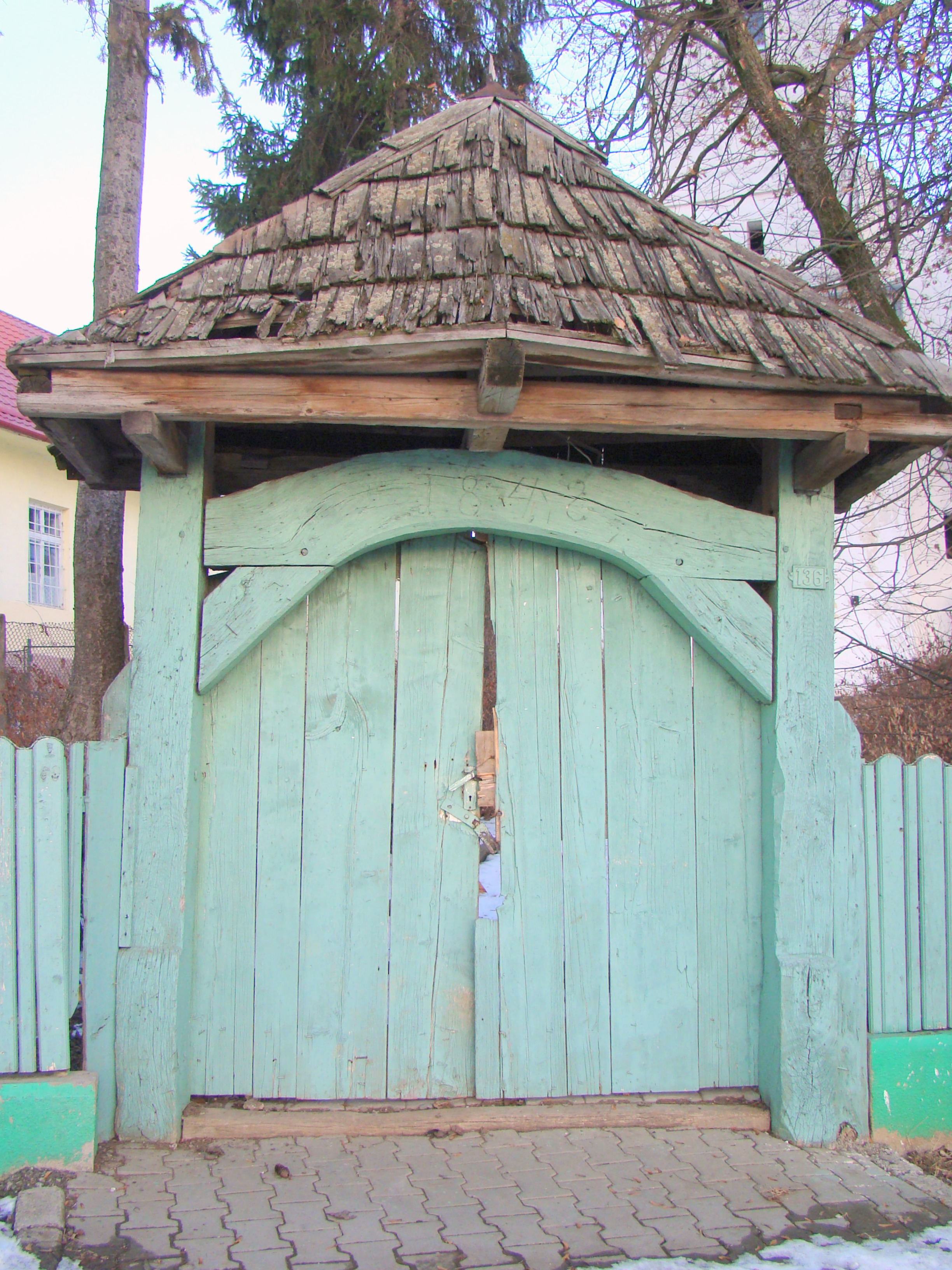
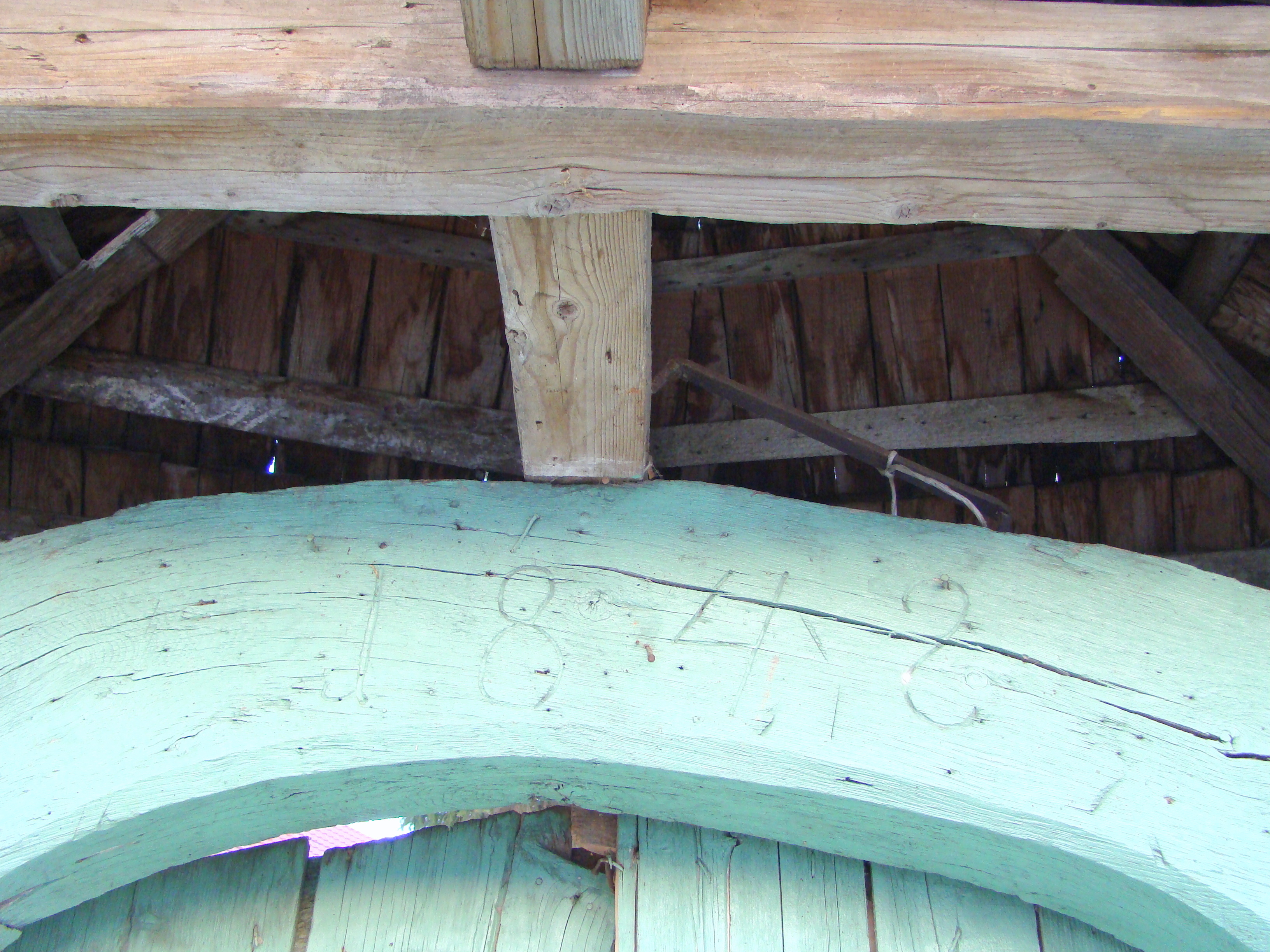
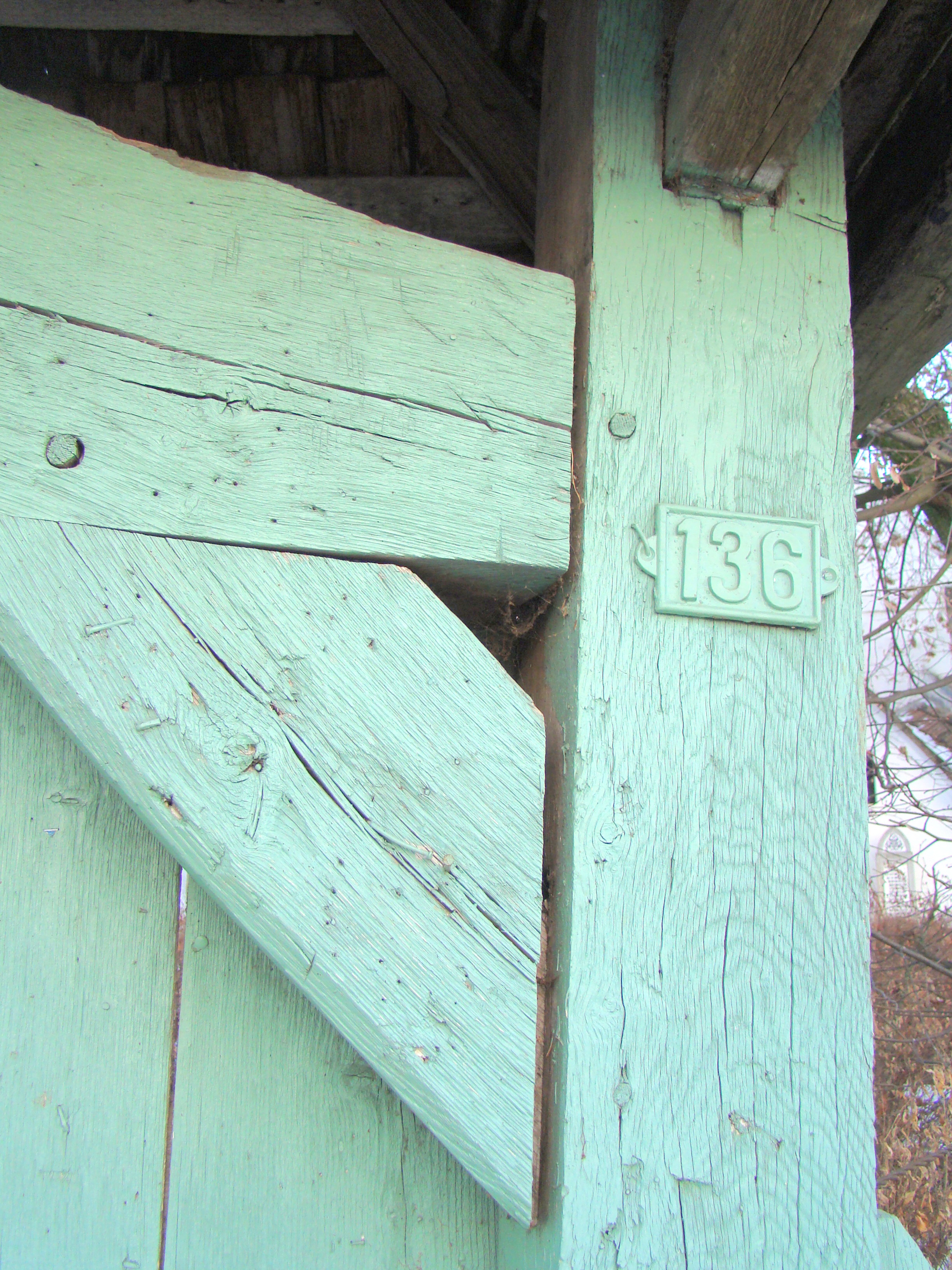
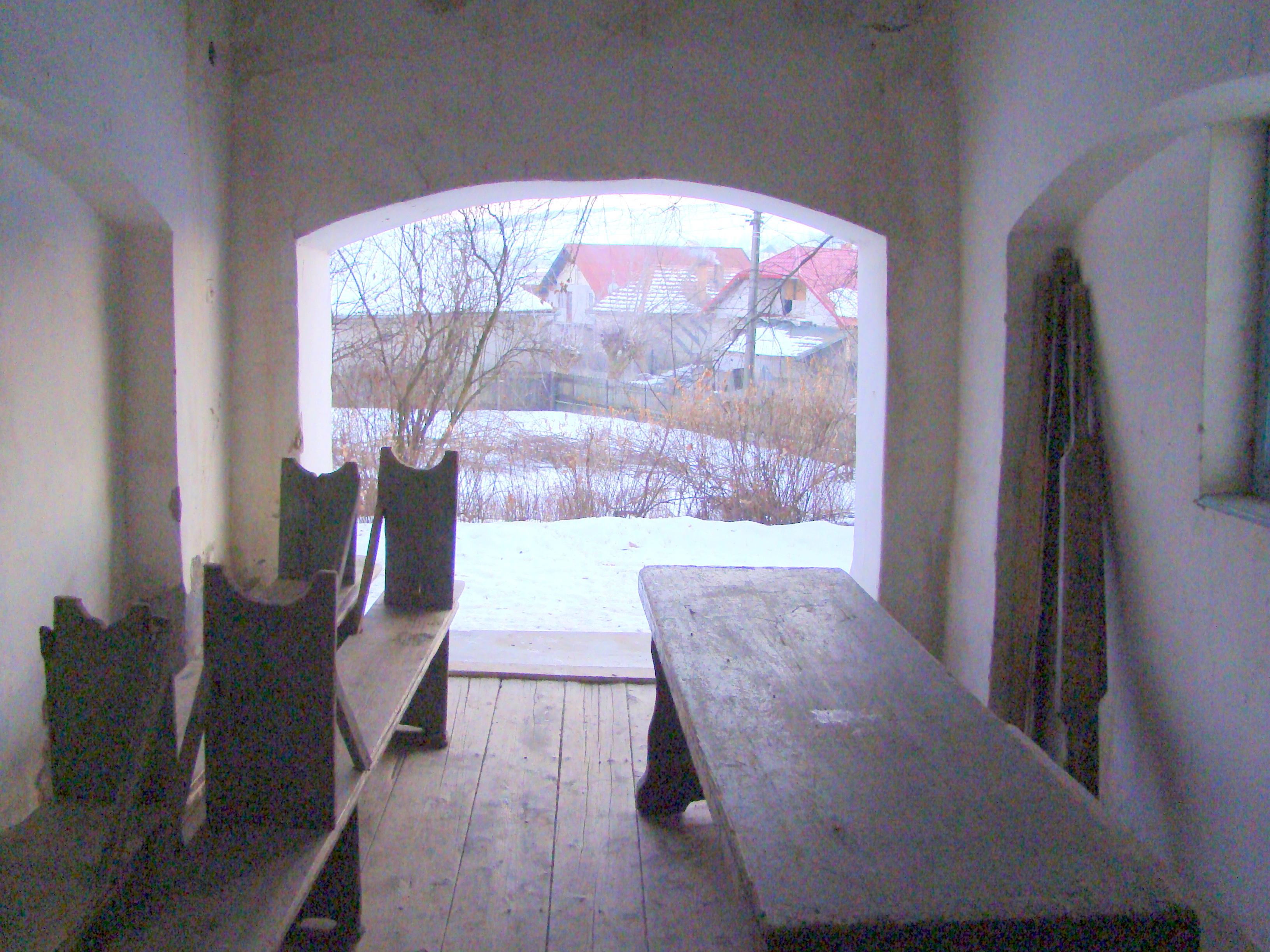
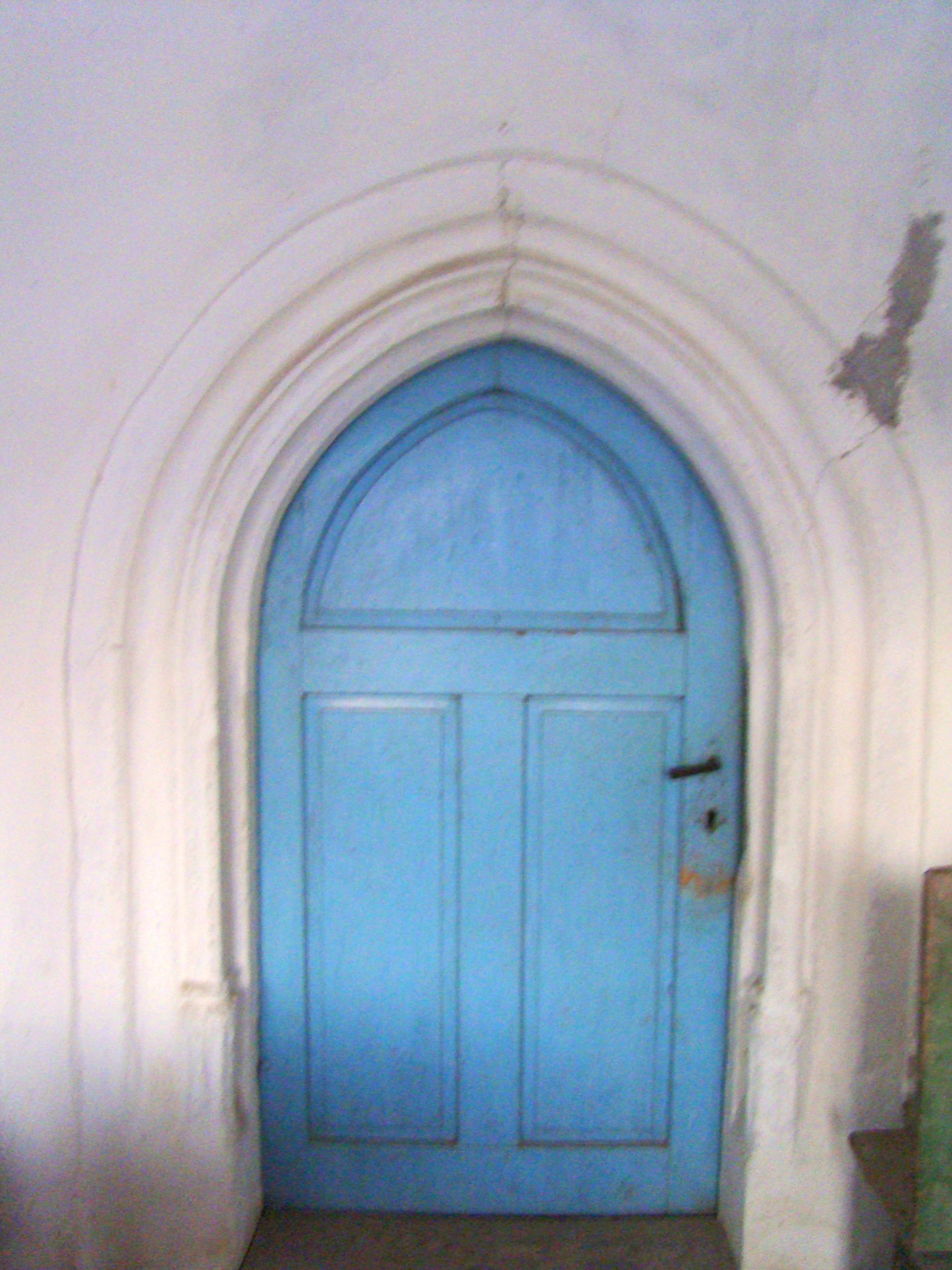
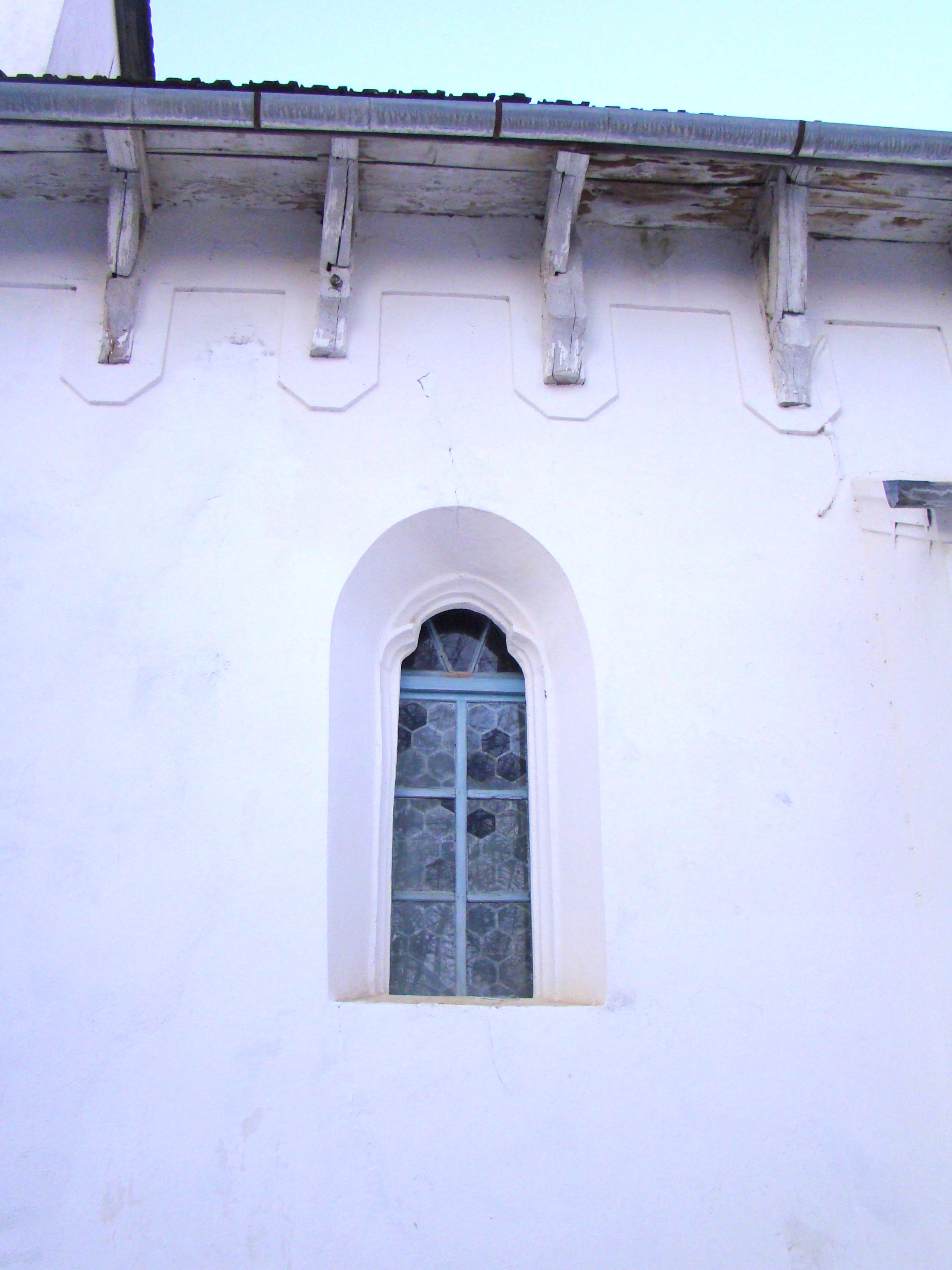
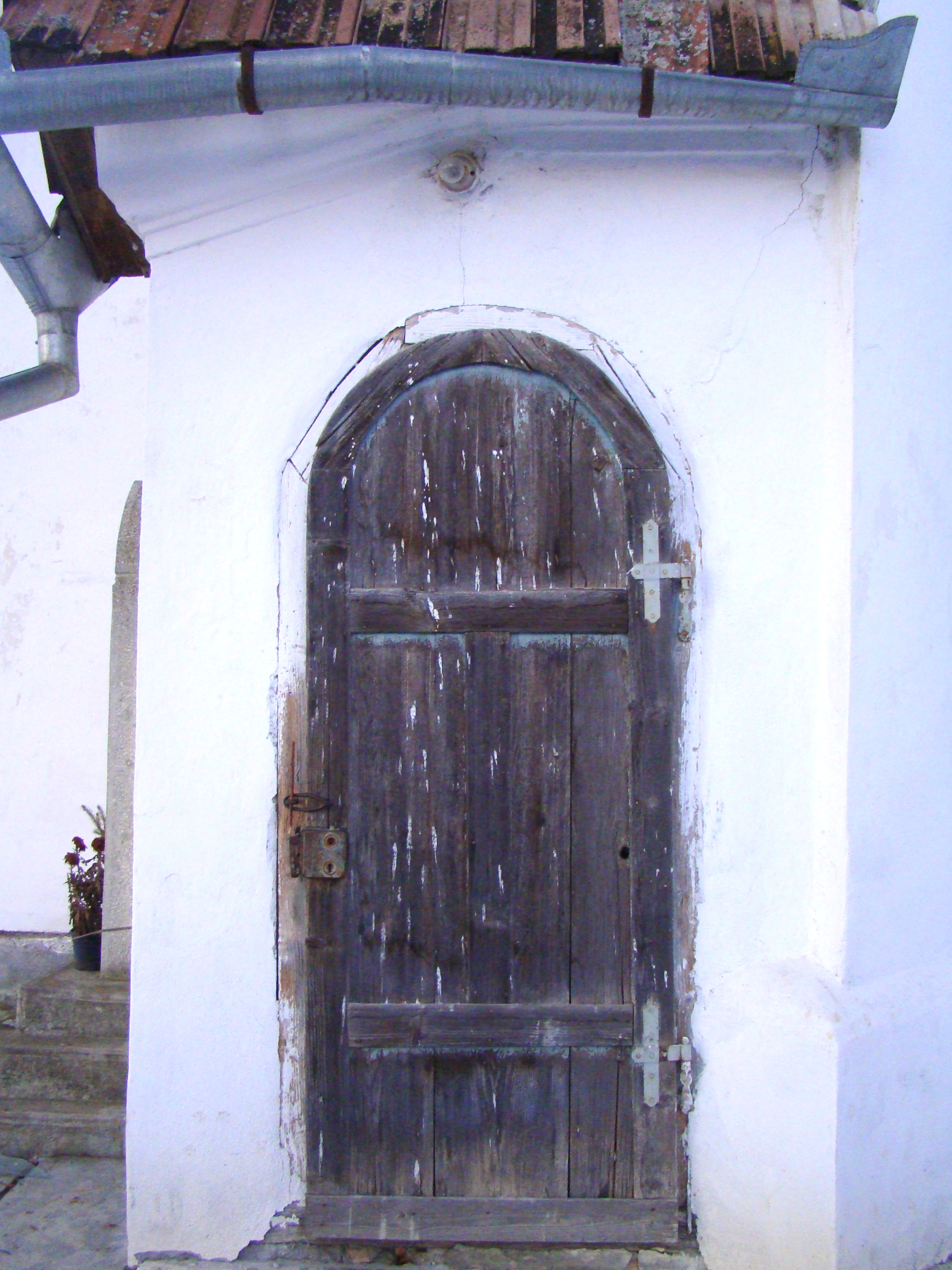
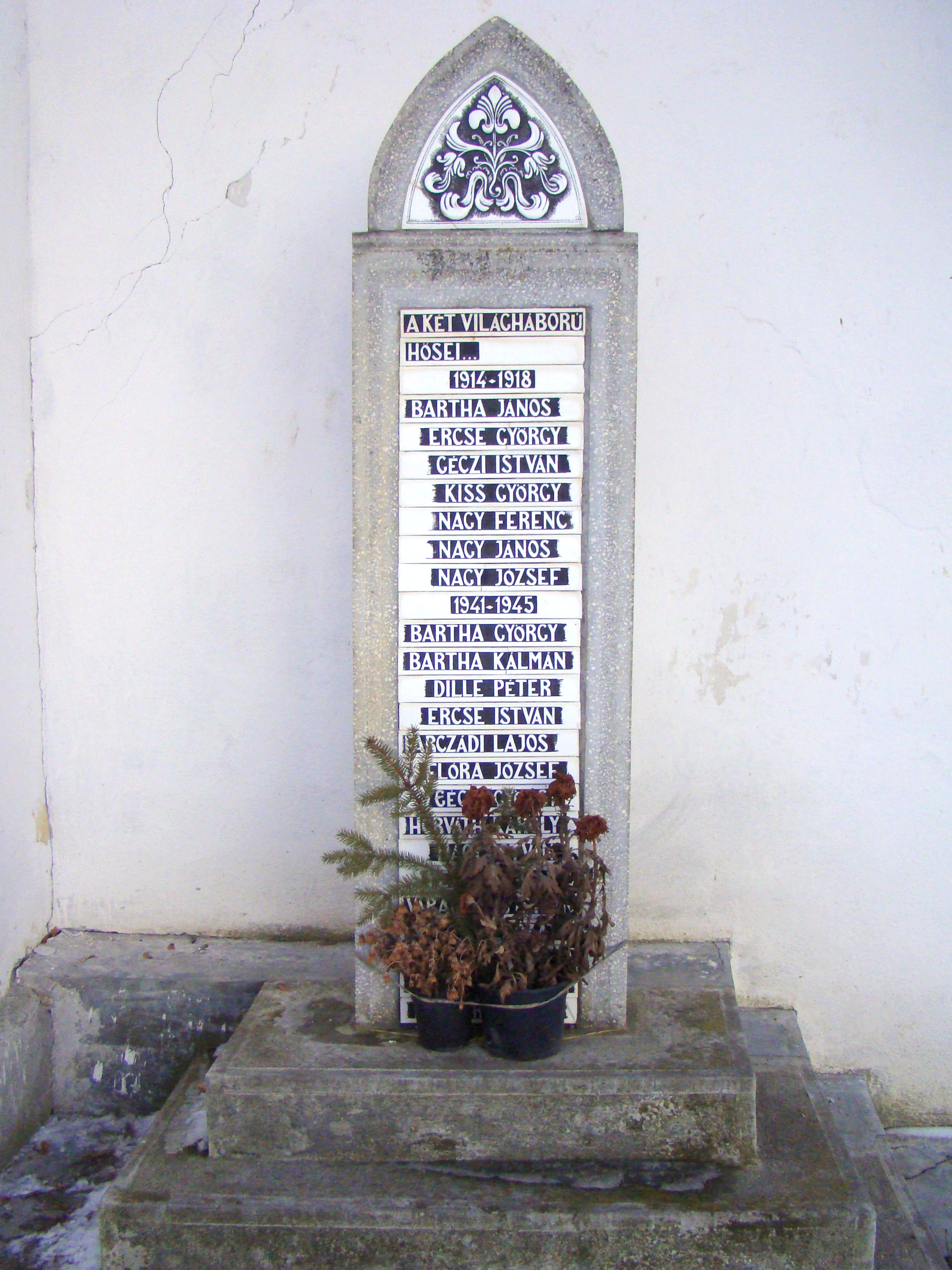
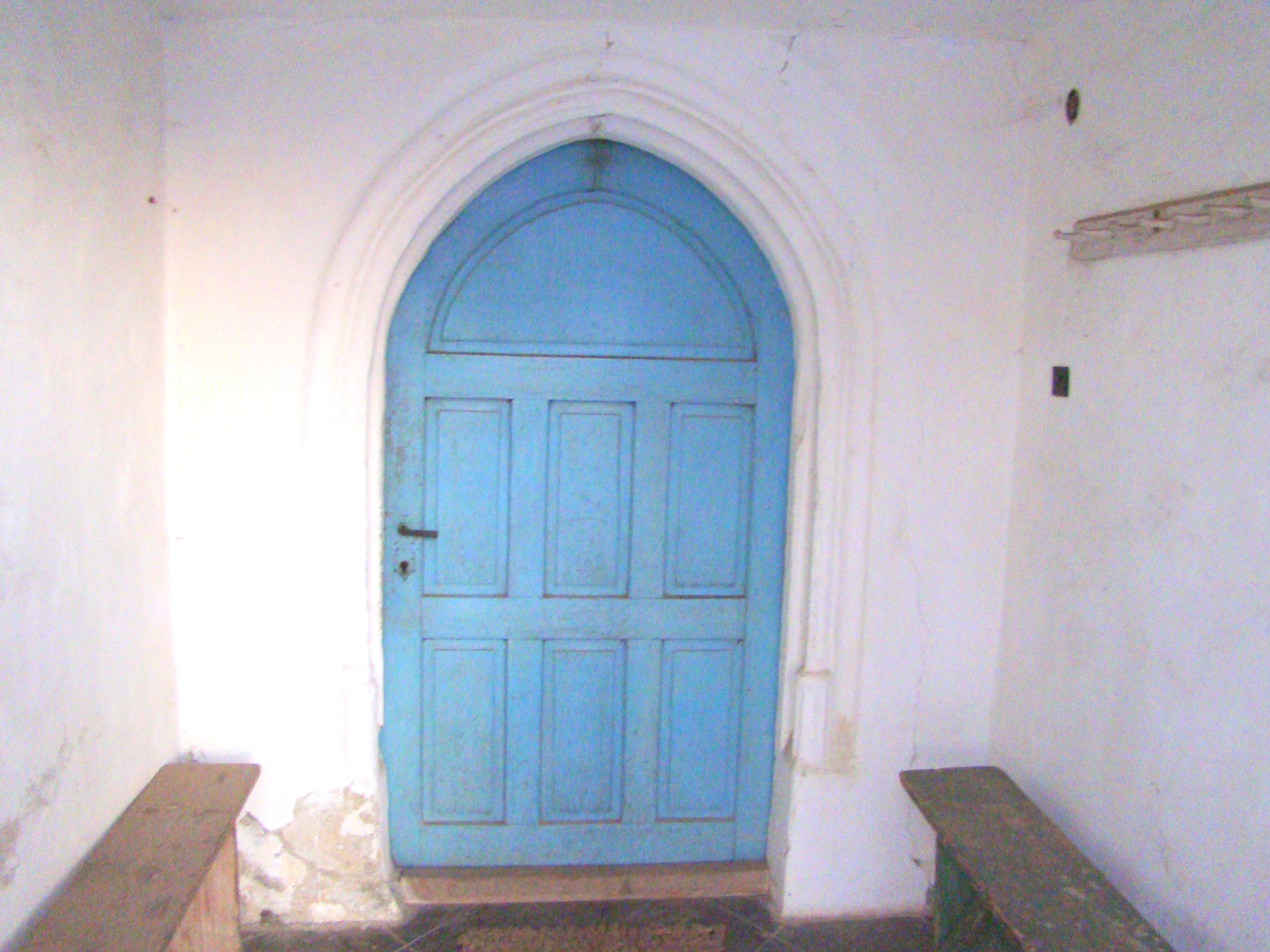
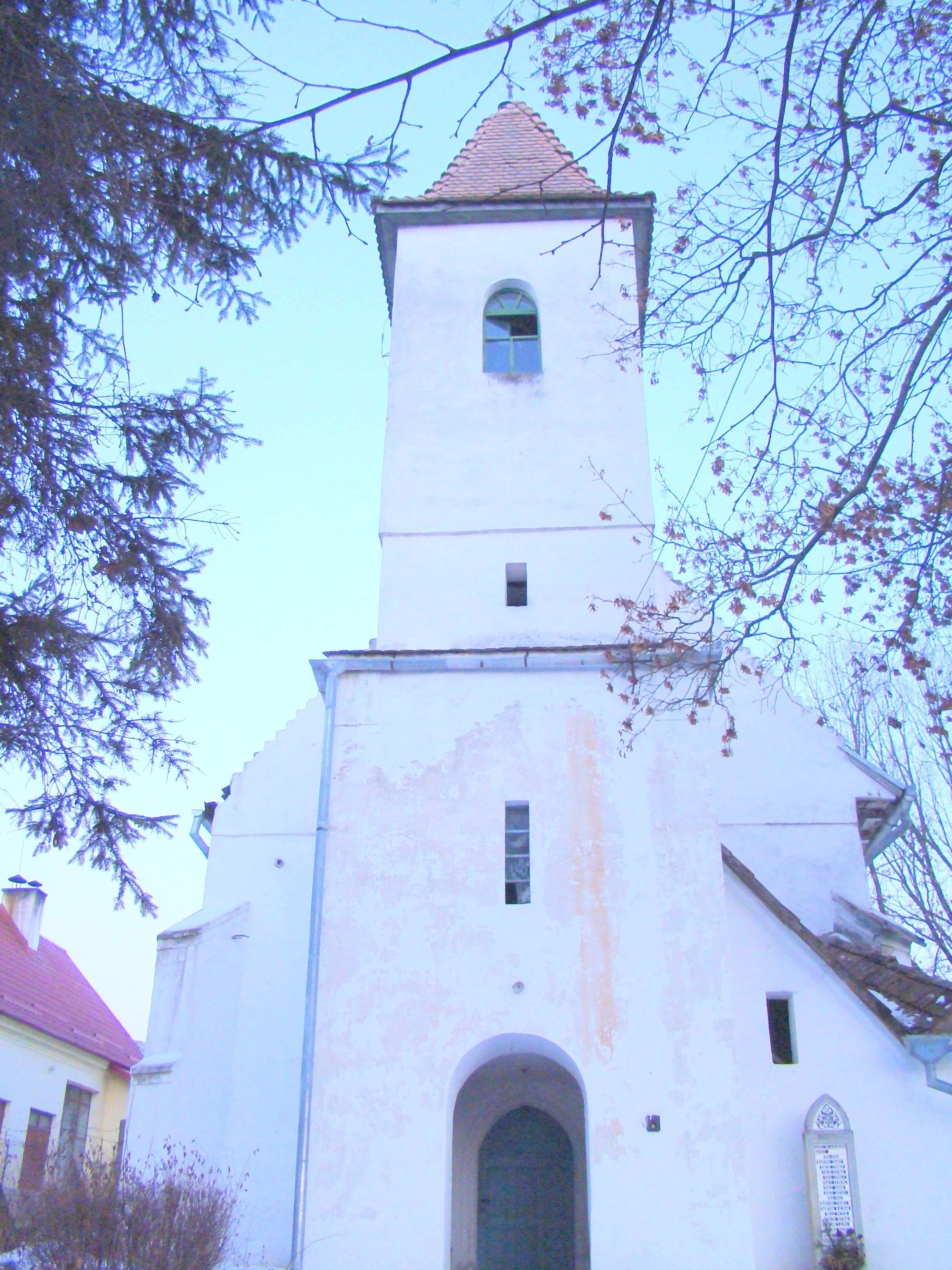
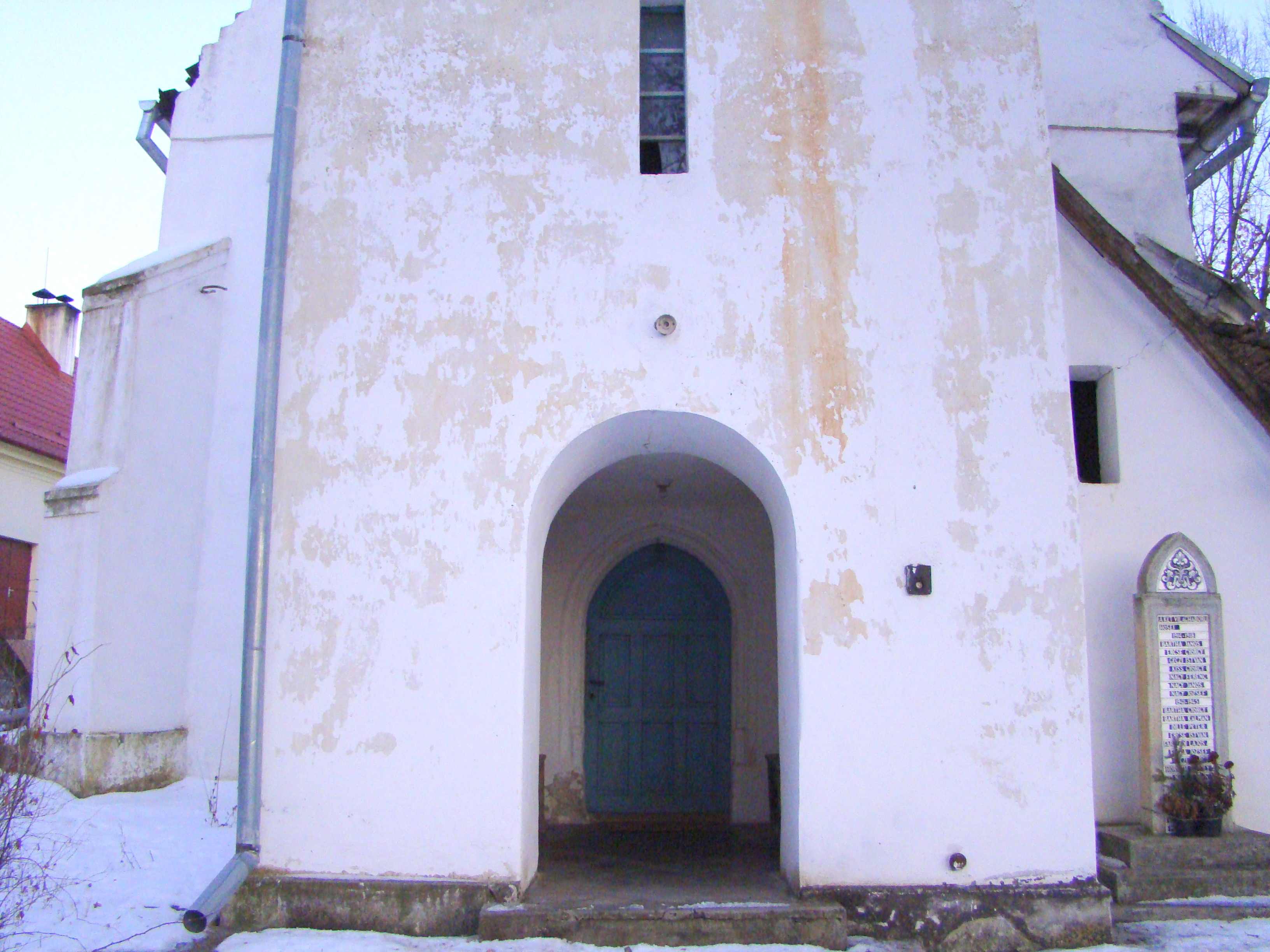
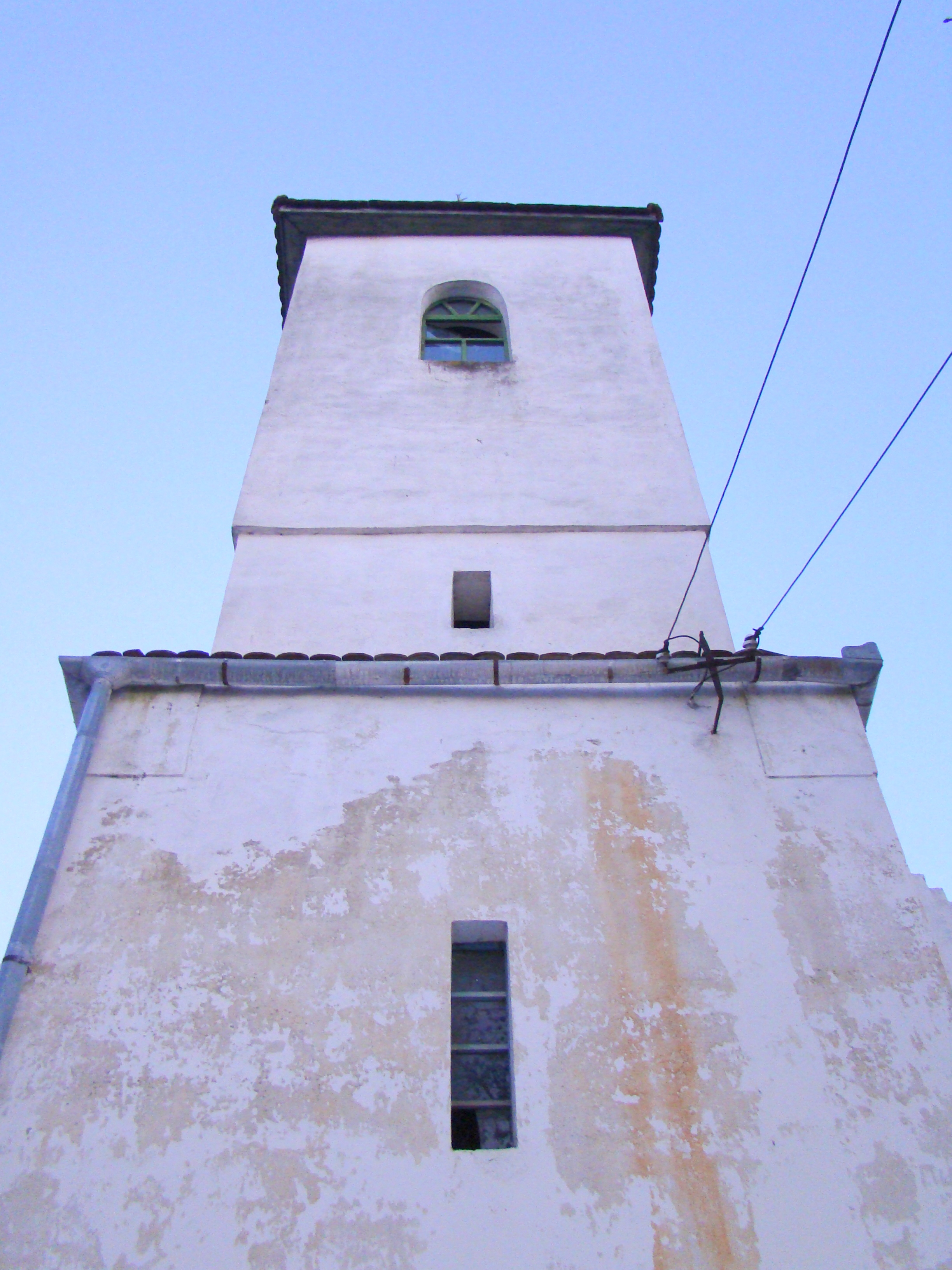
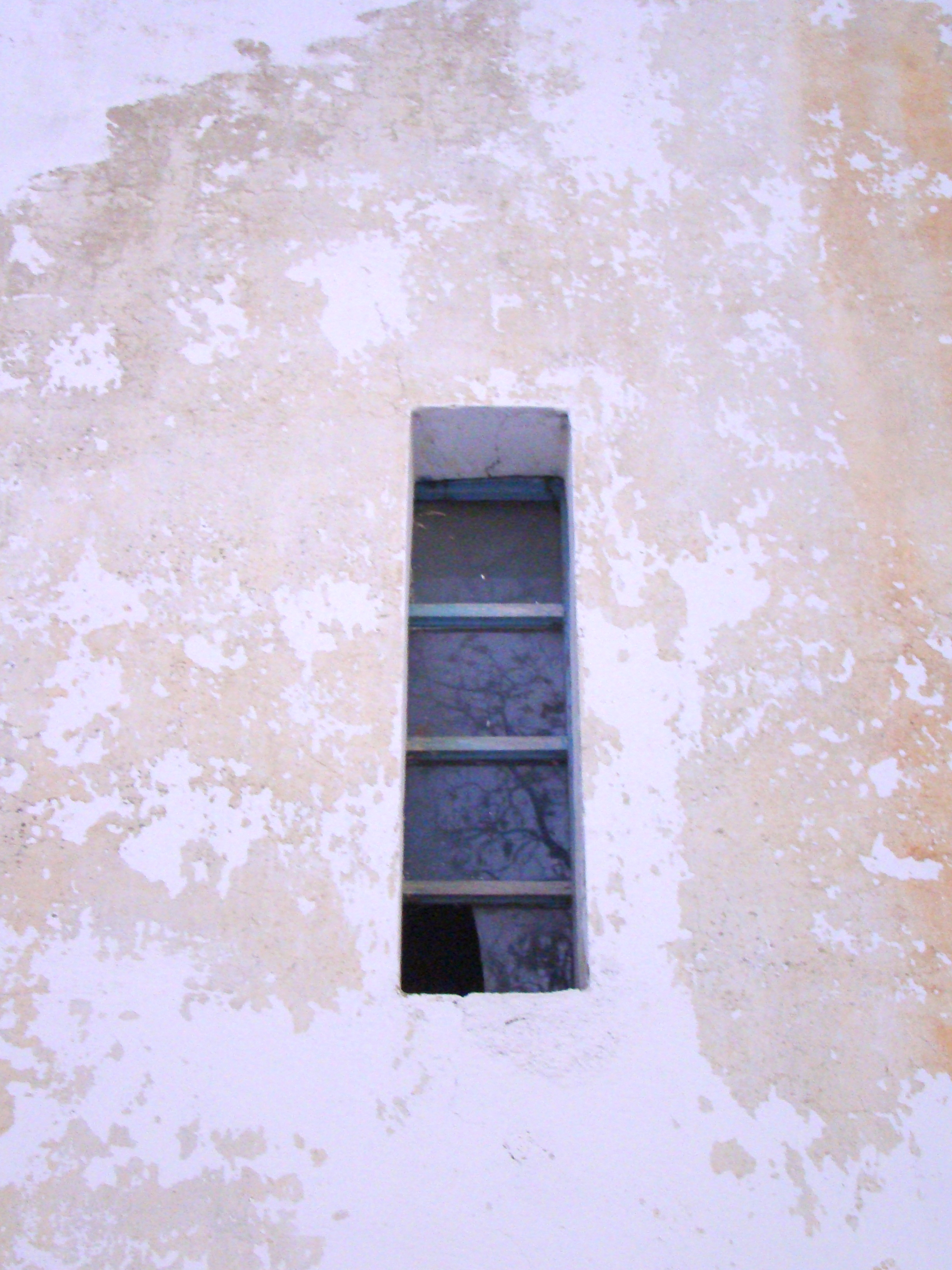
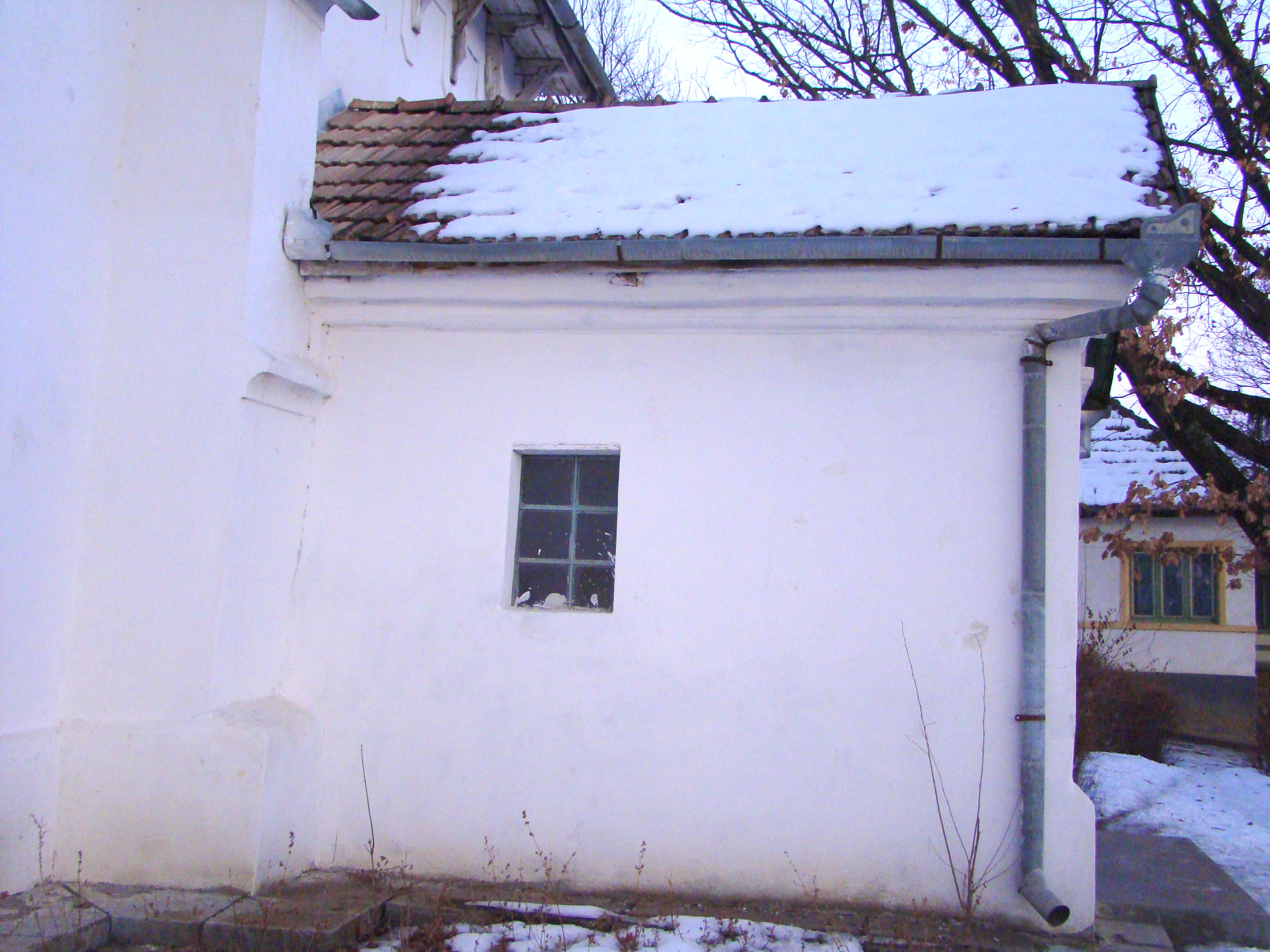
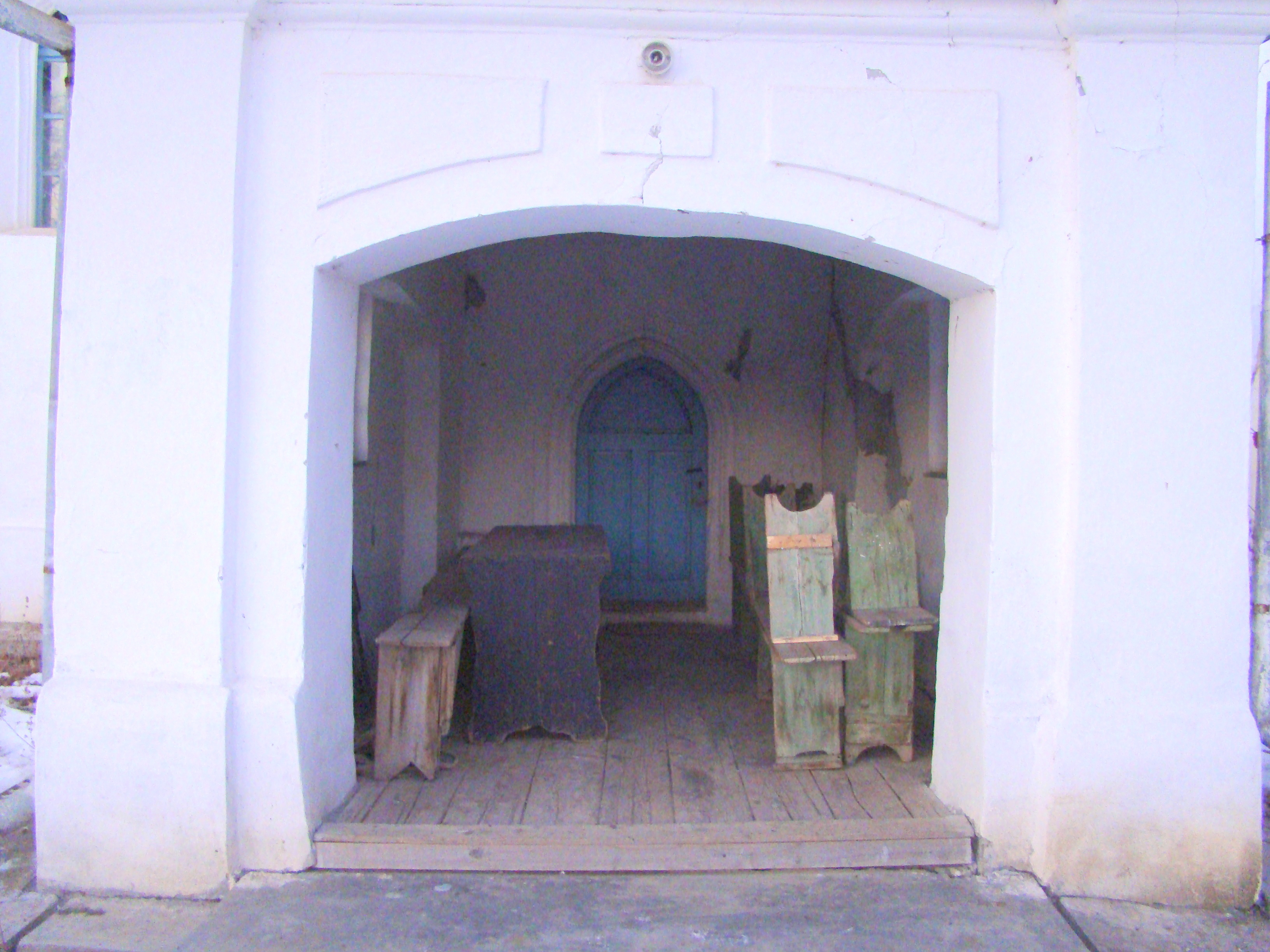
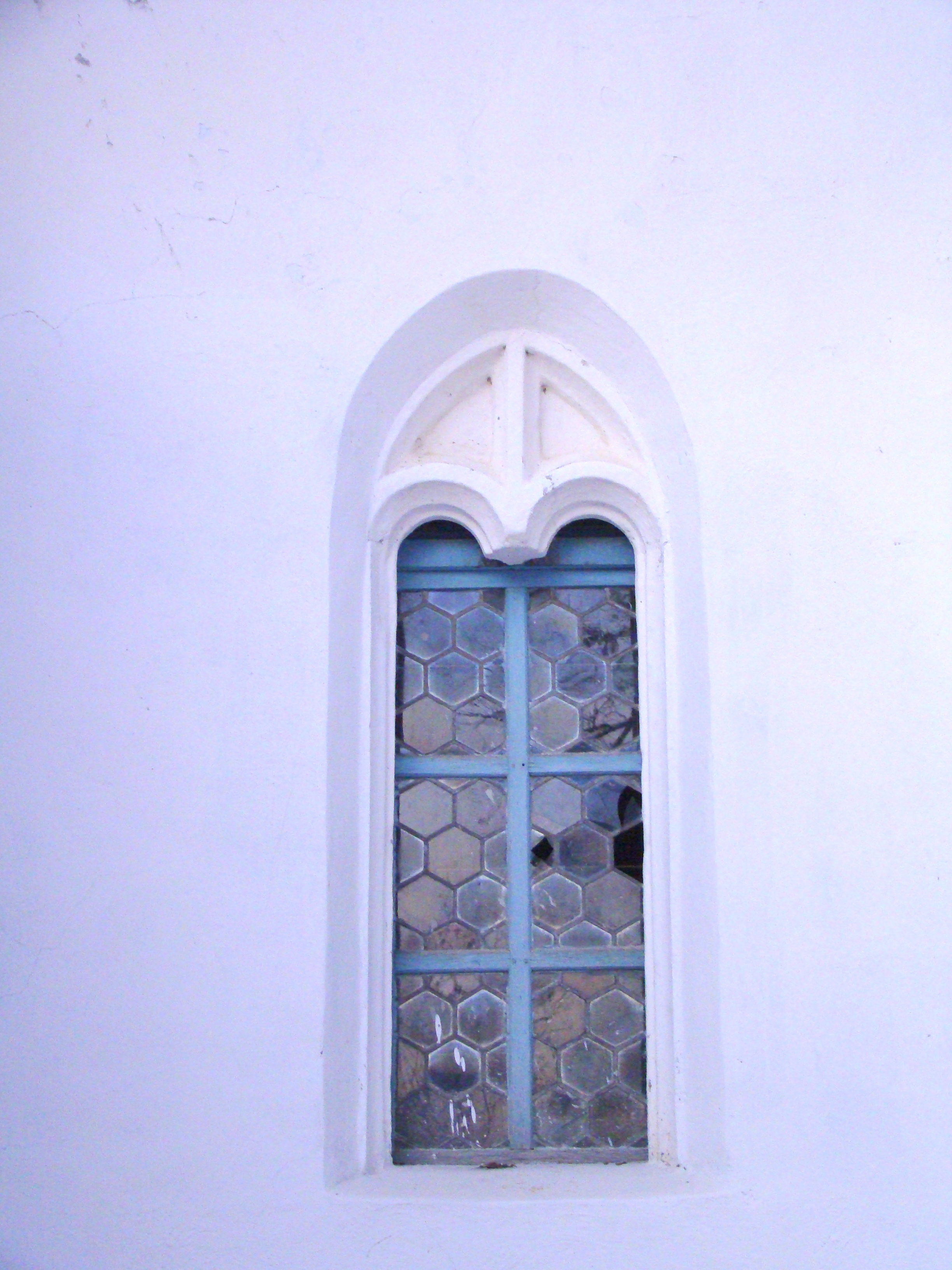
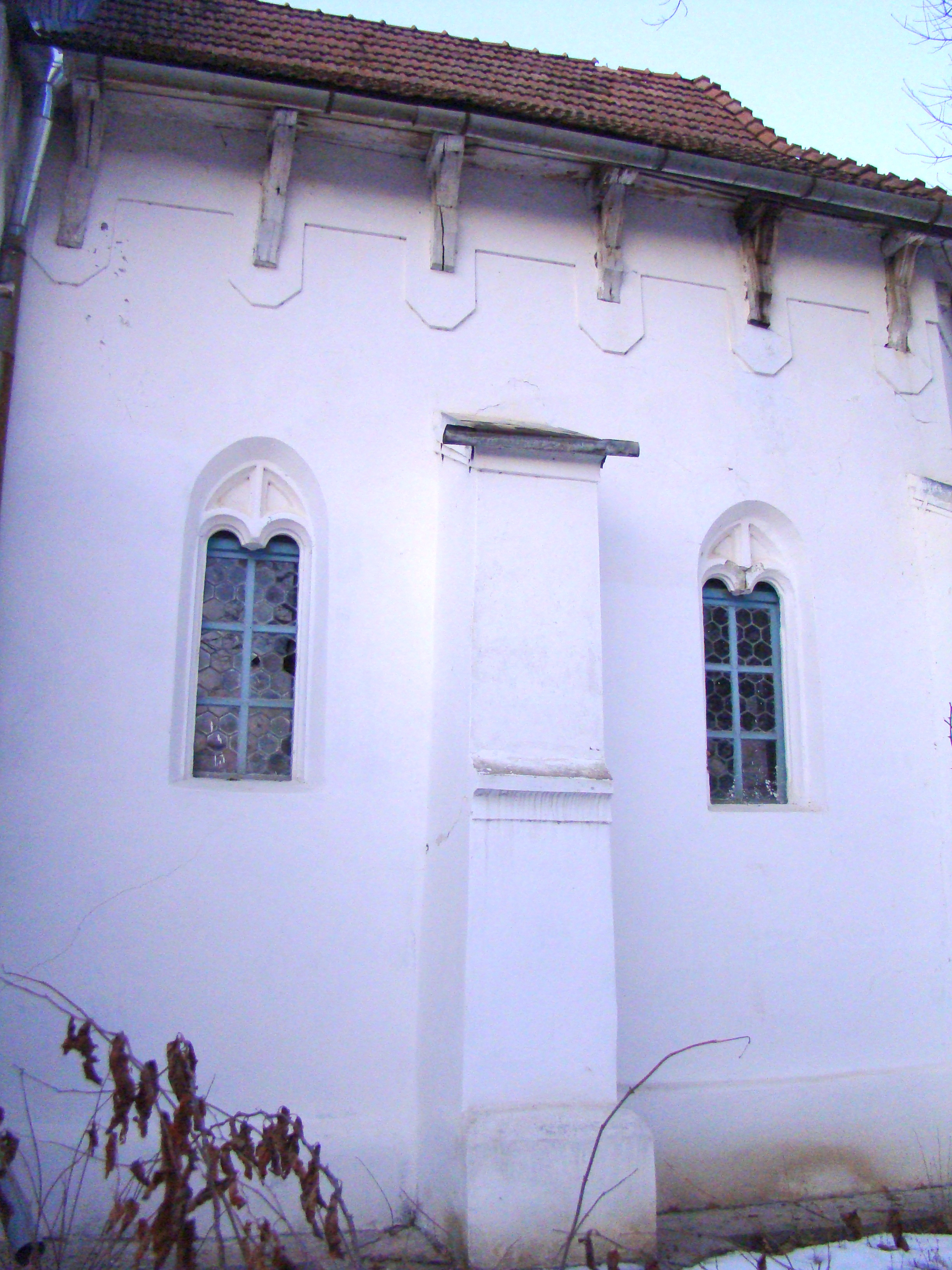
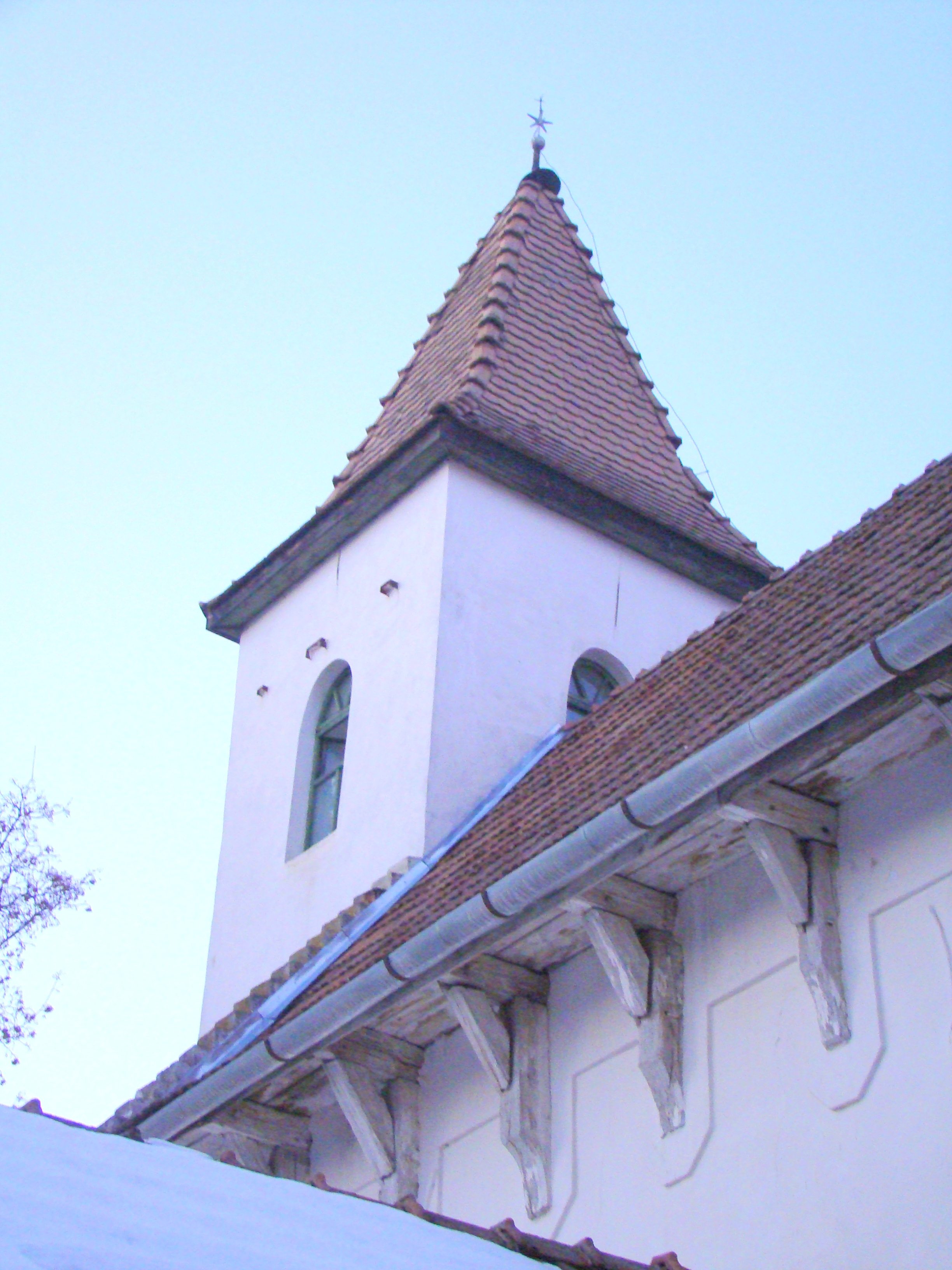
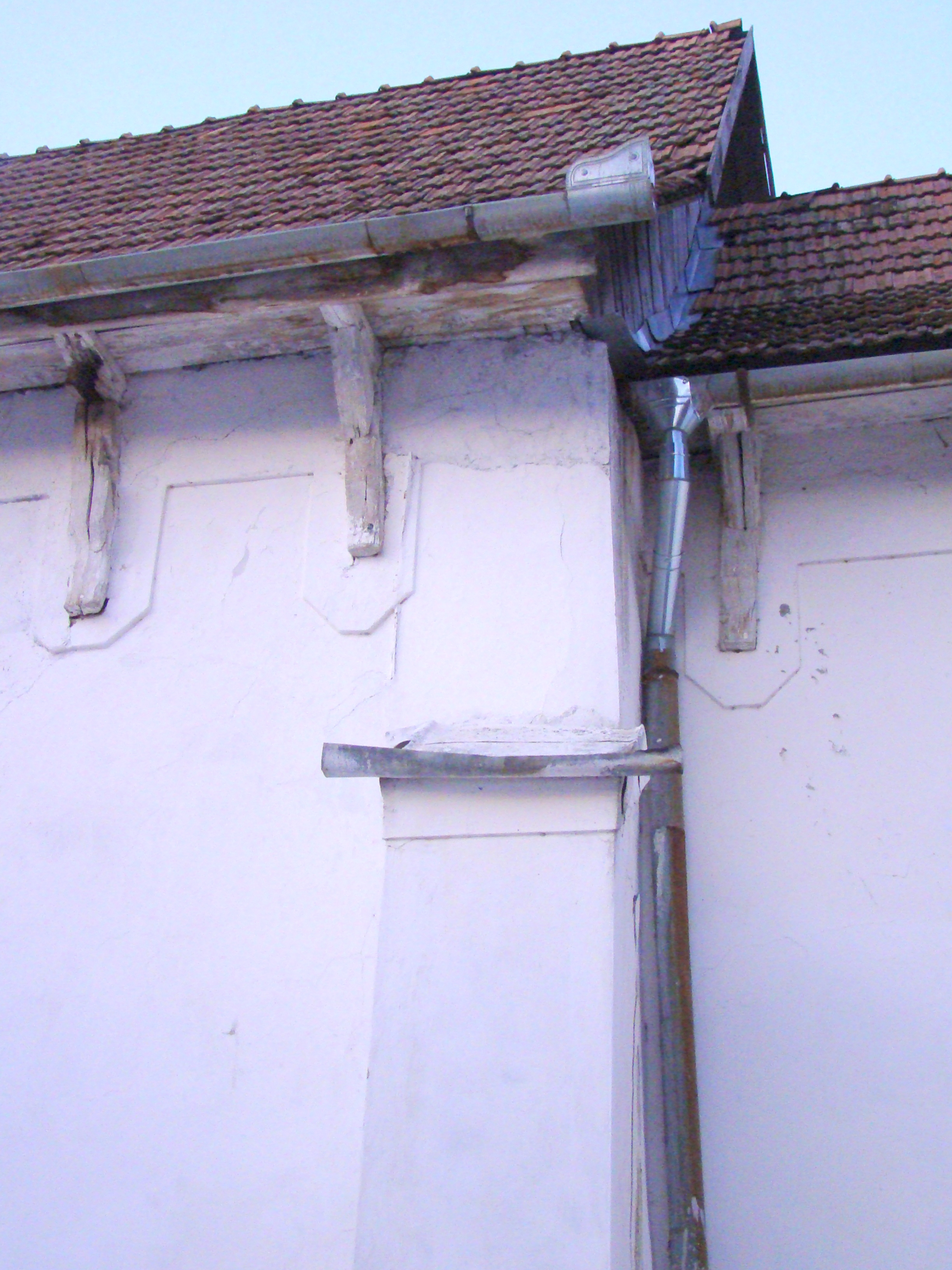
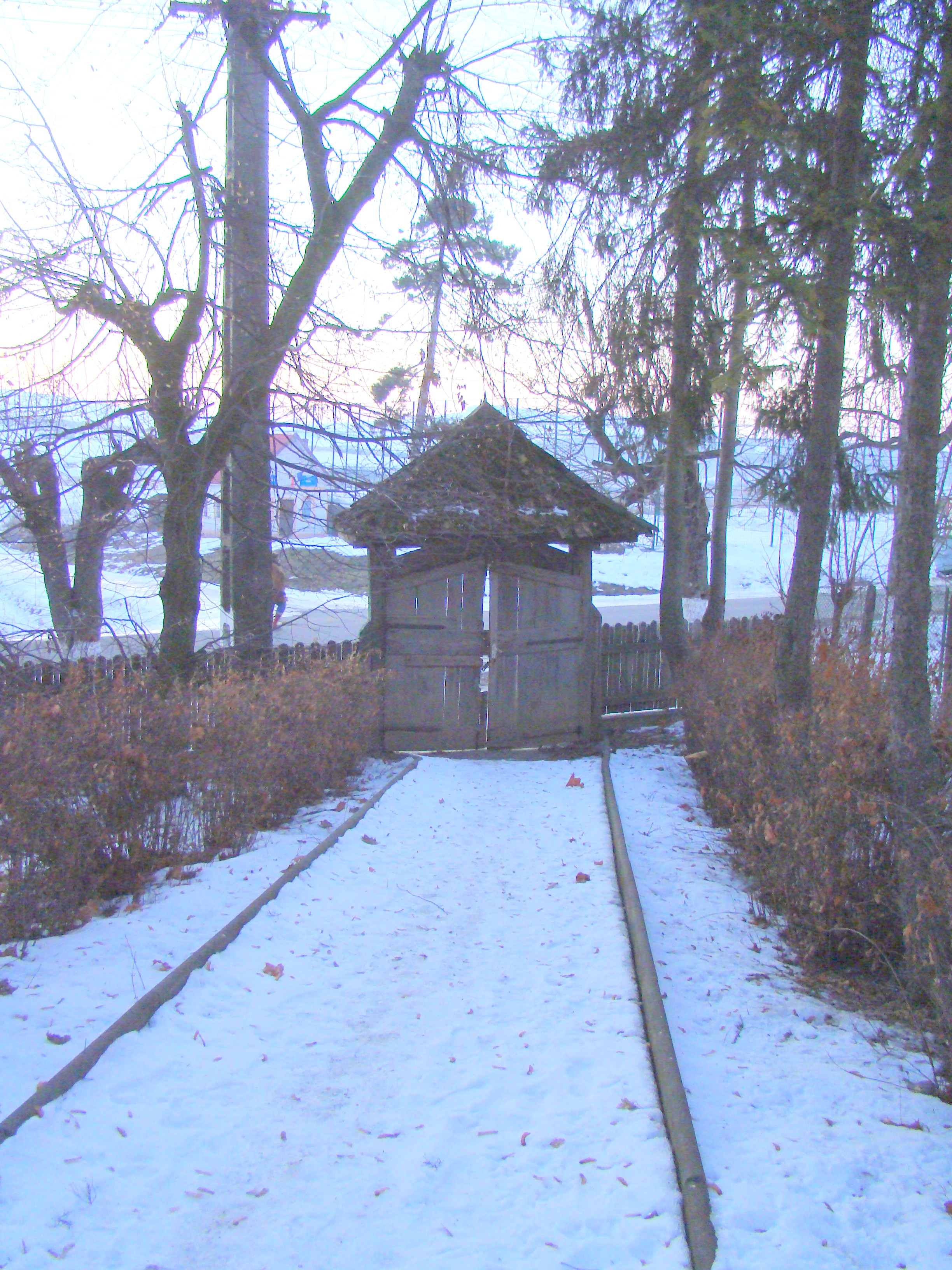

## Vezi și
- Tonciu, Mureș

## Imagini din interior

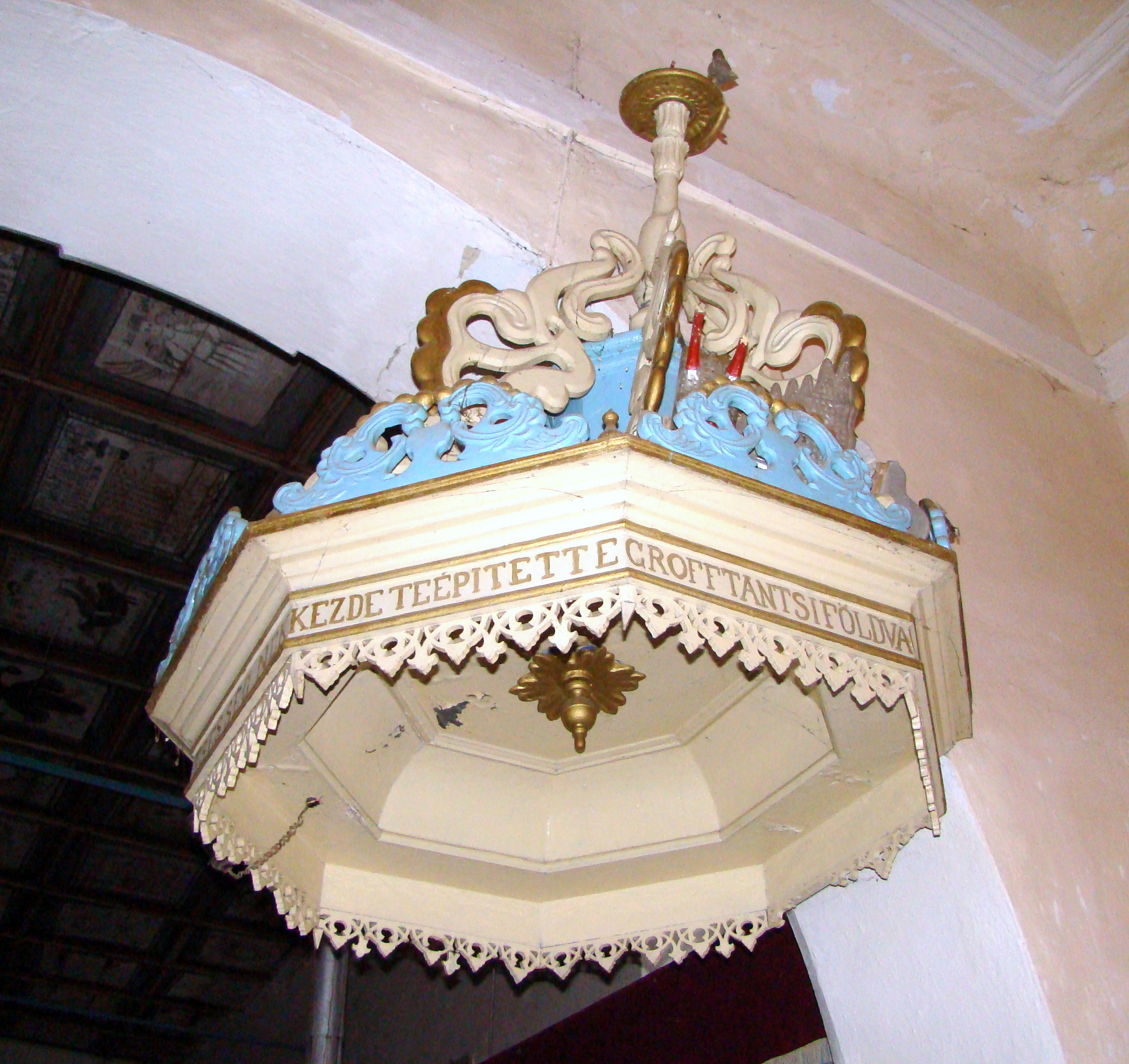
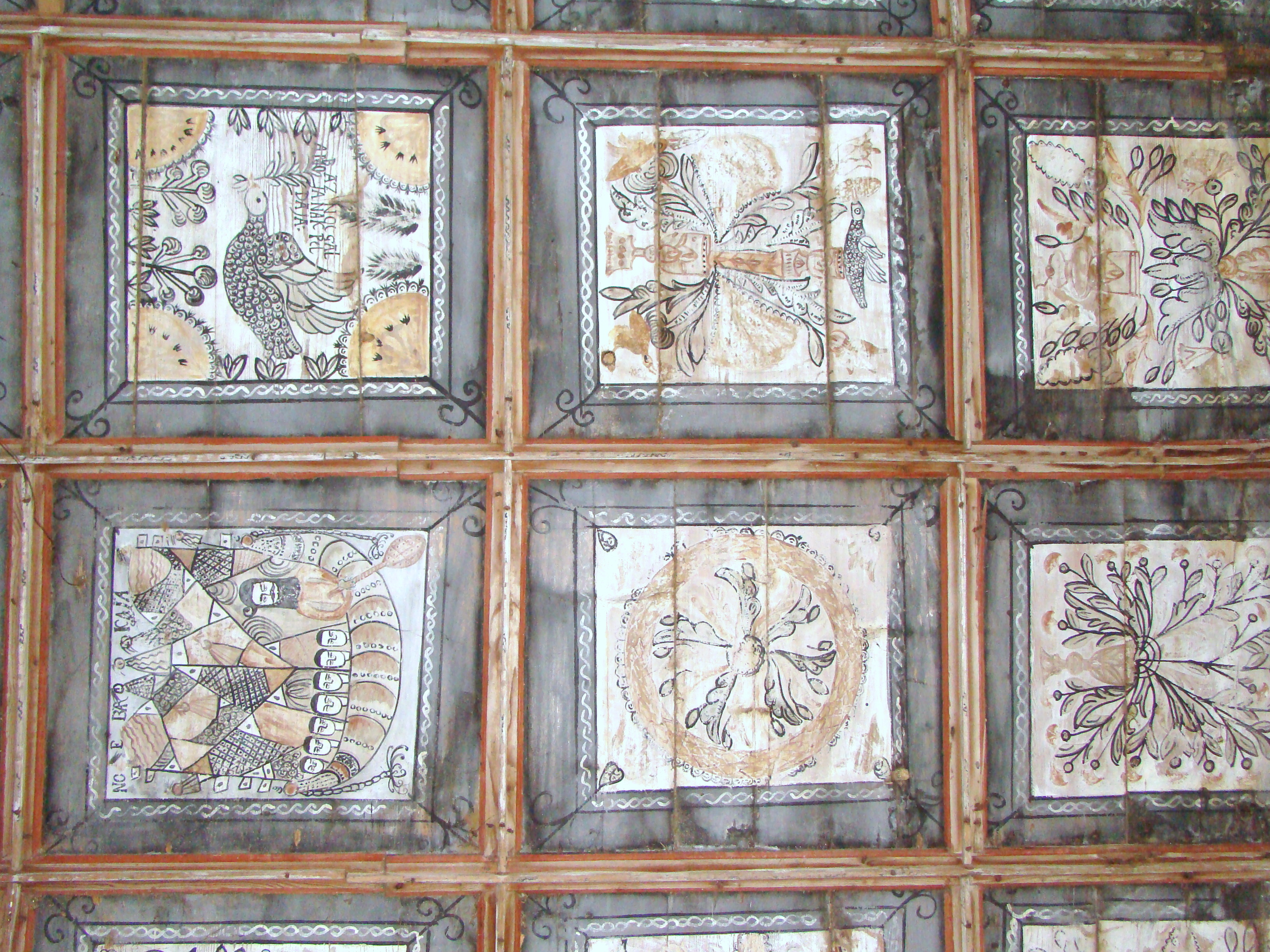
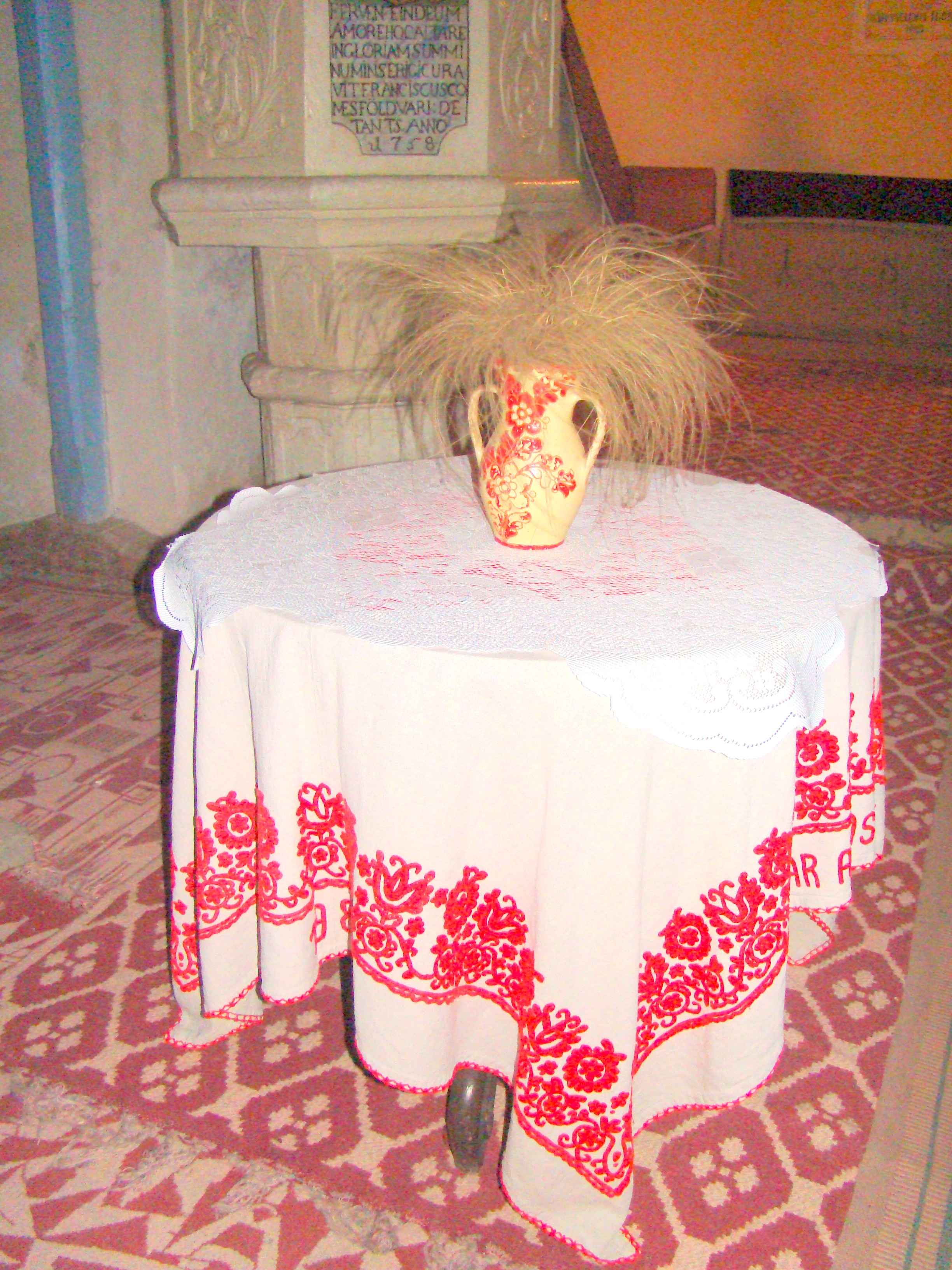
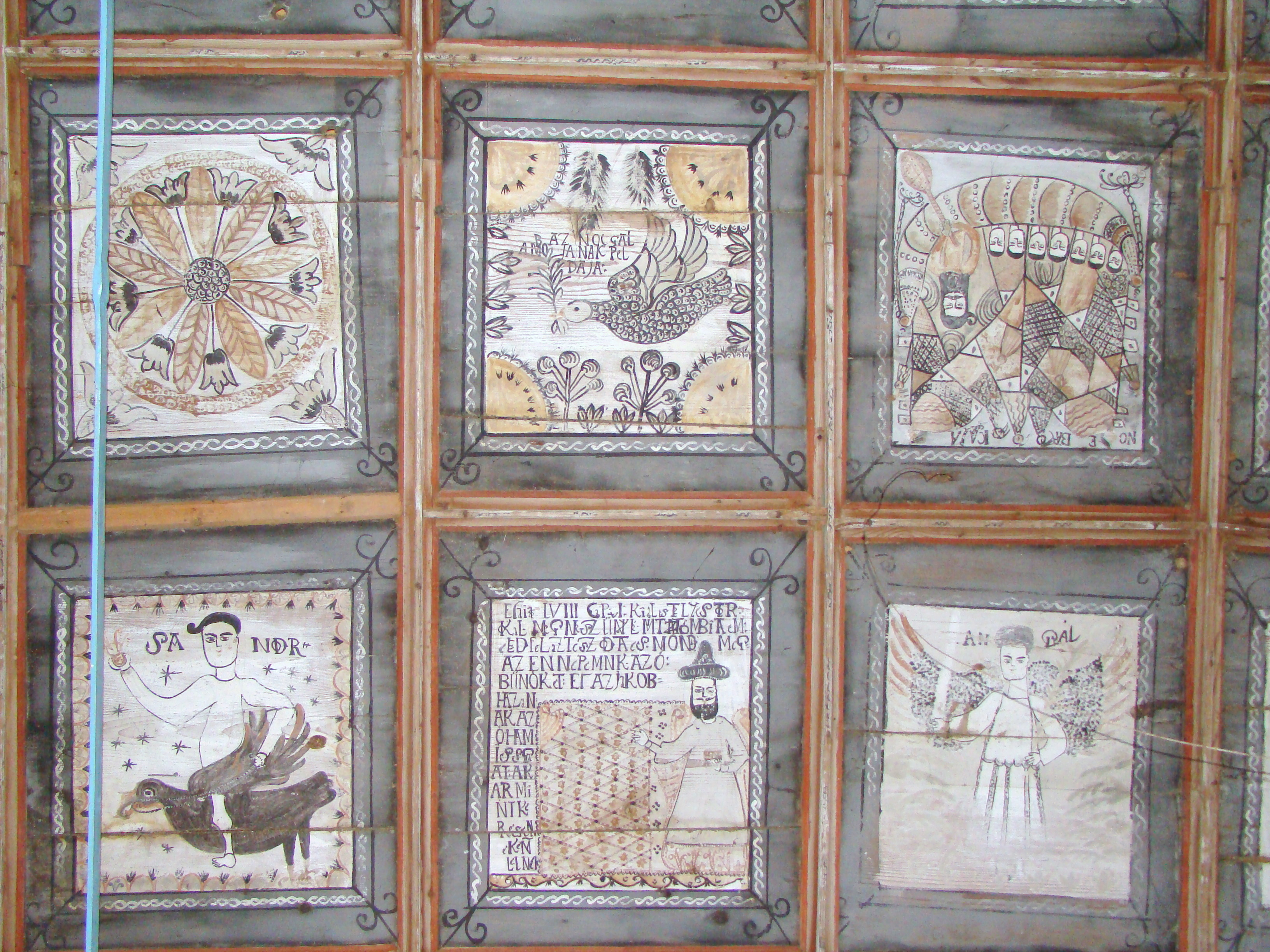
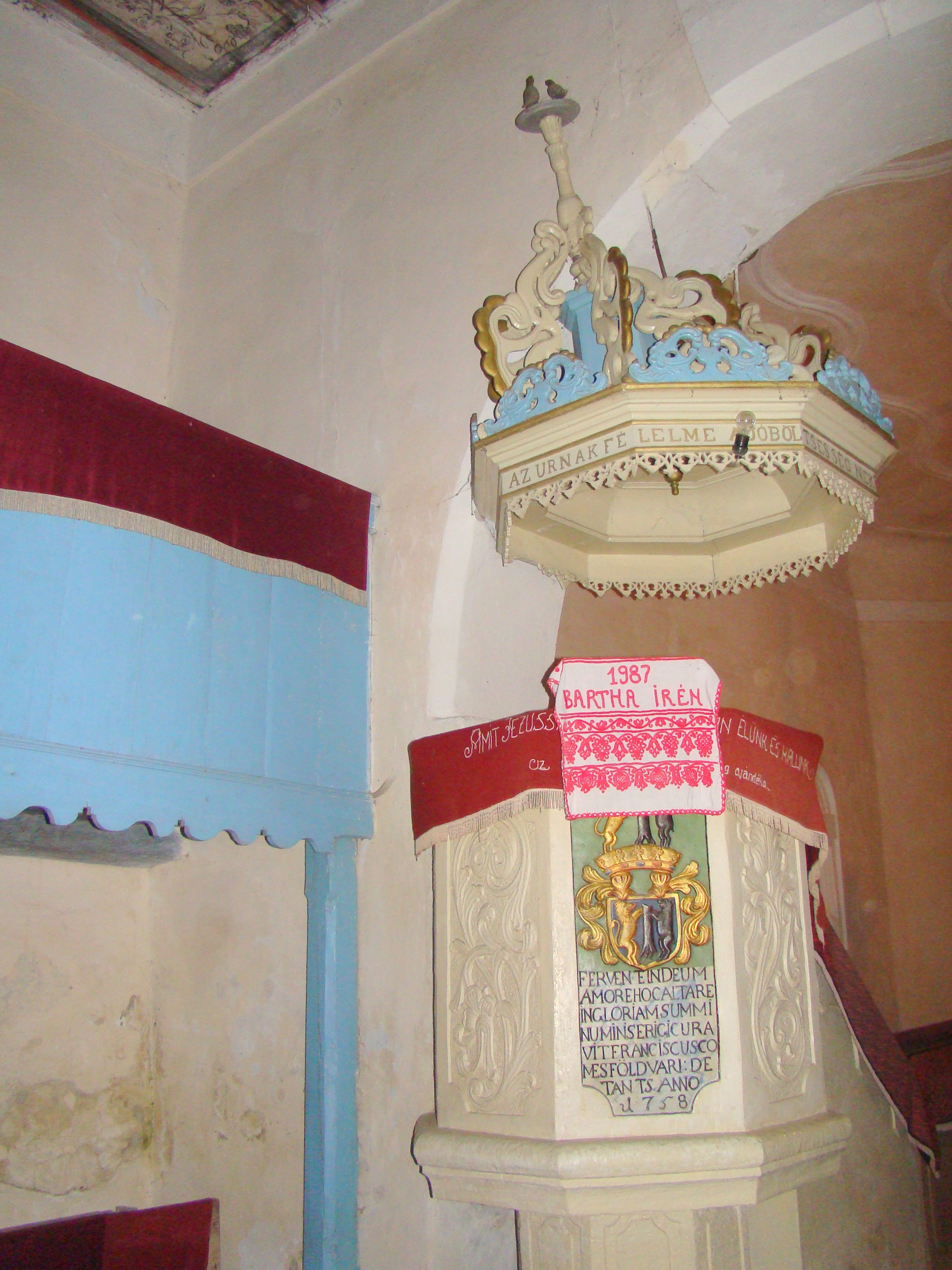
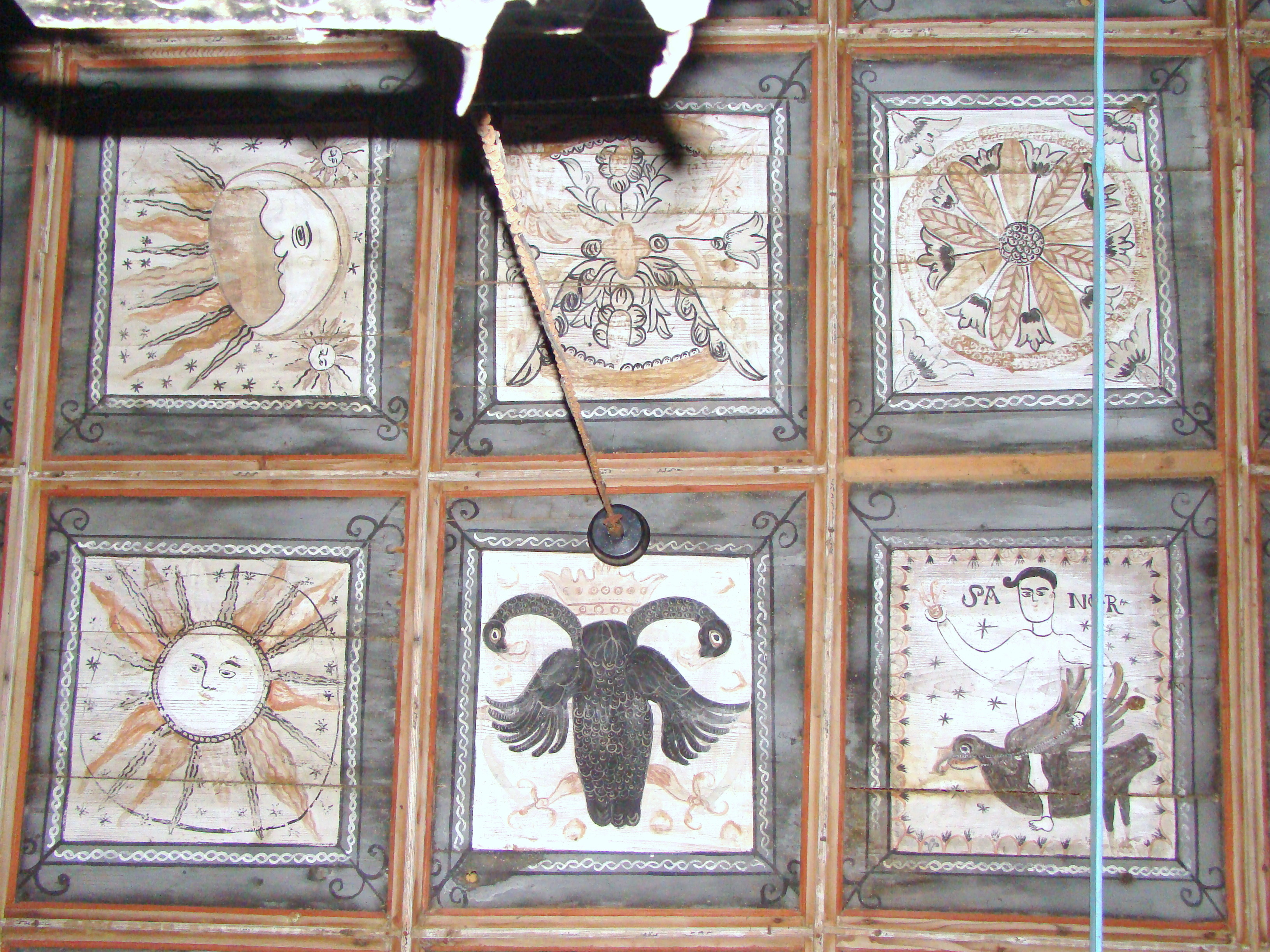
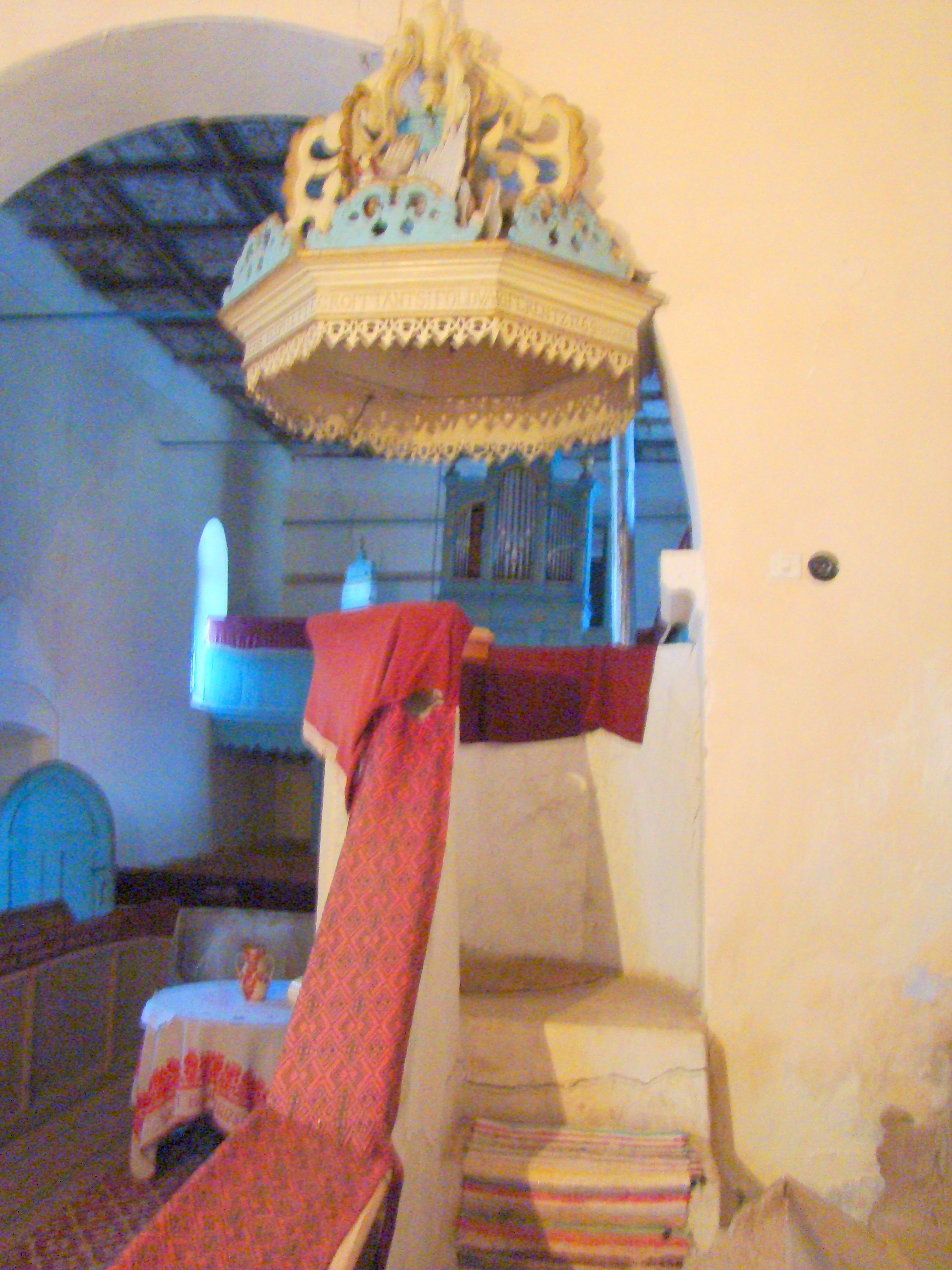
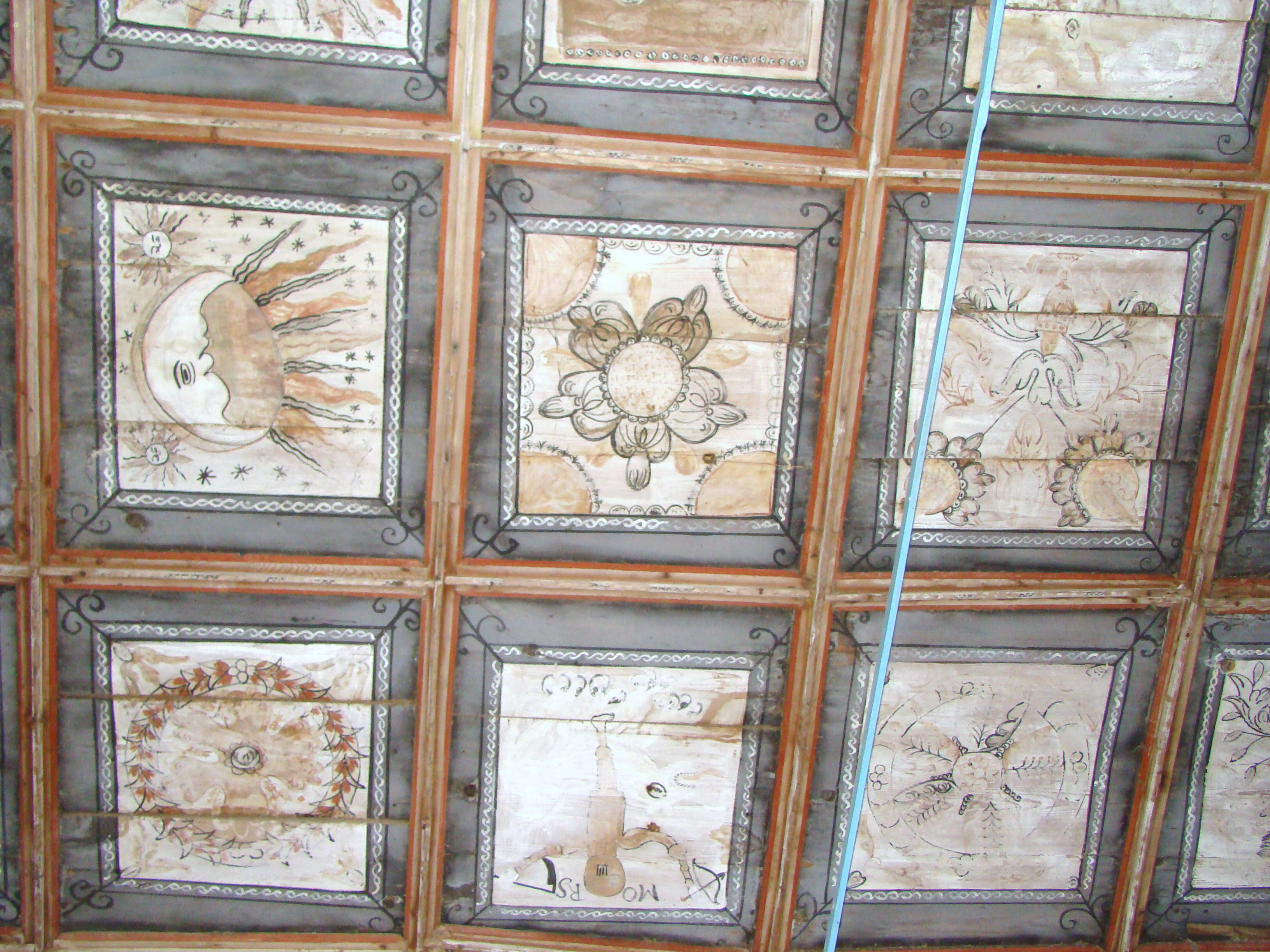
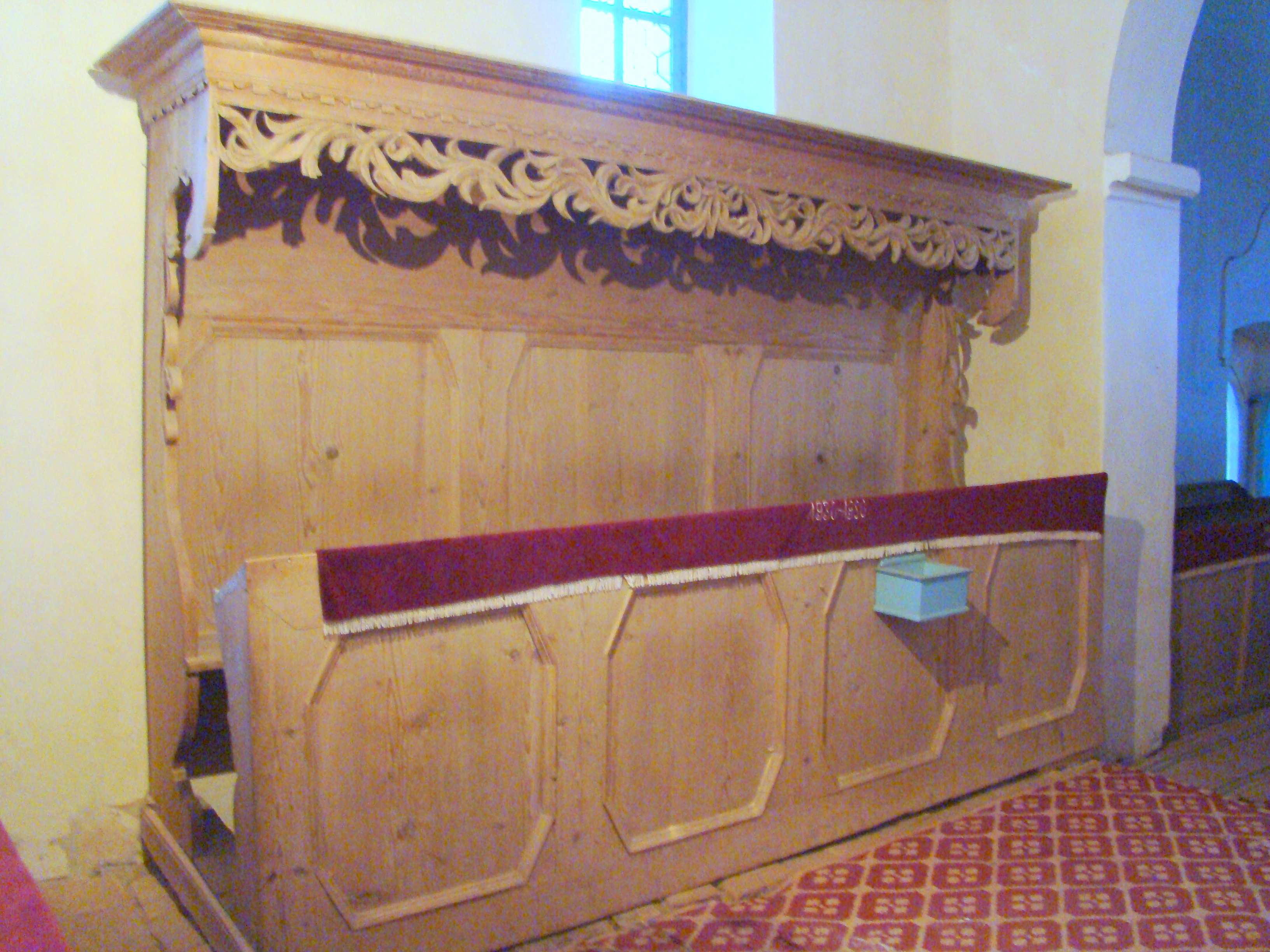
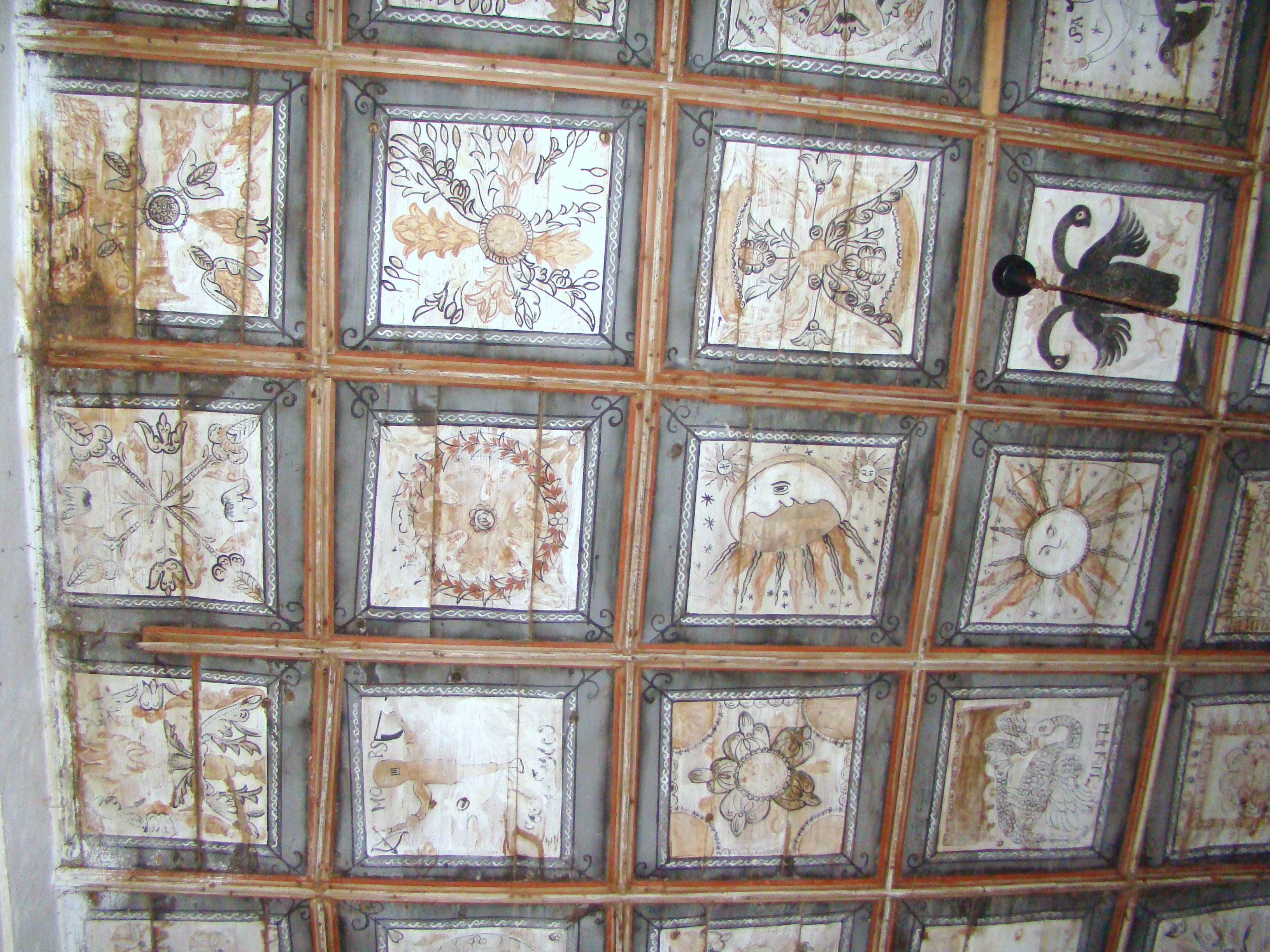
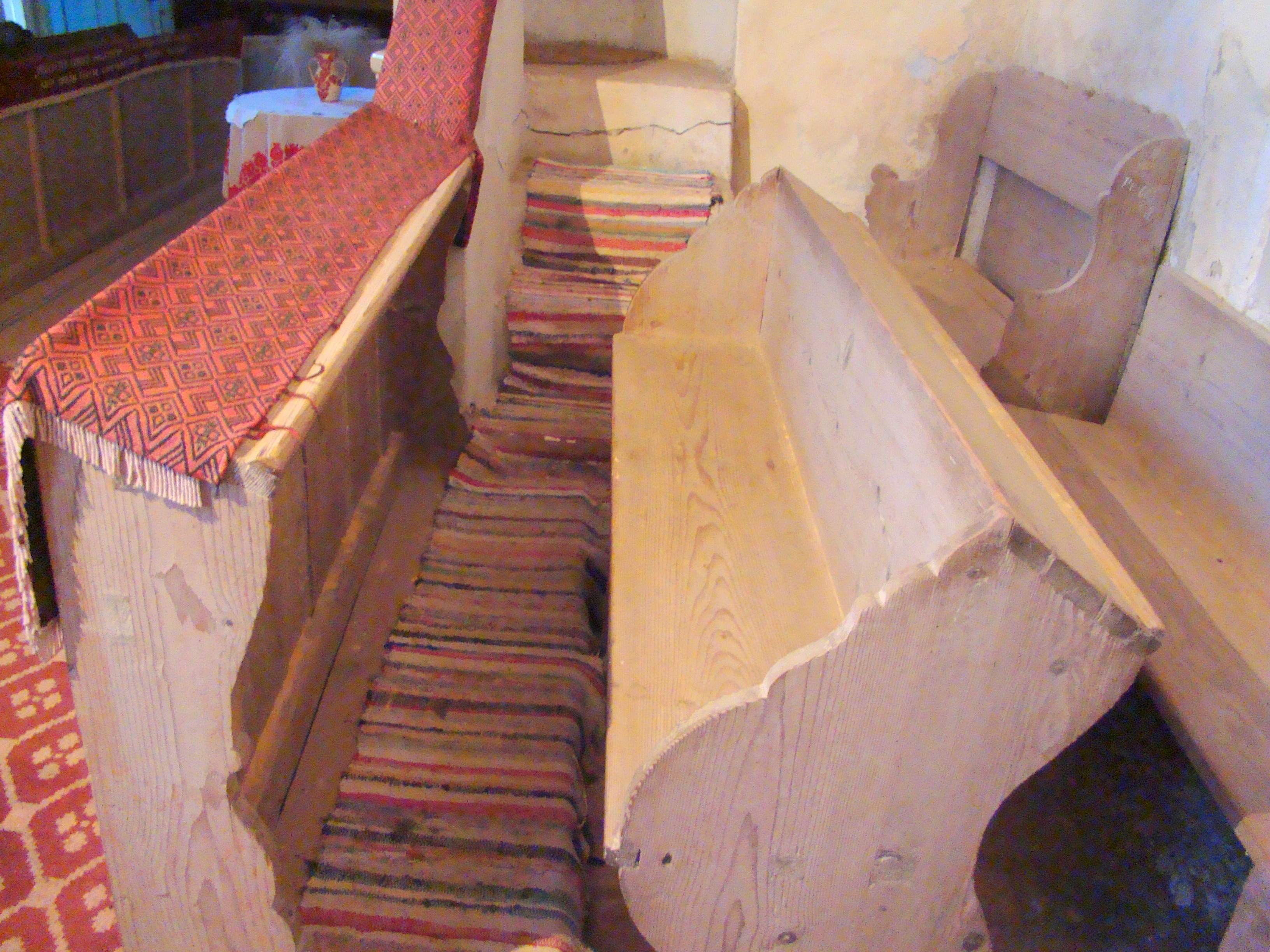
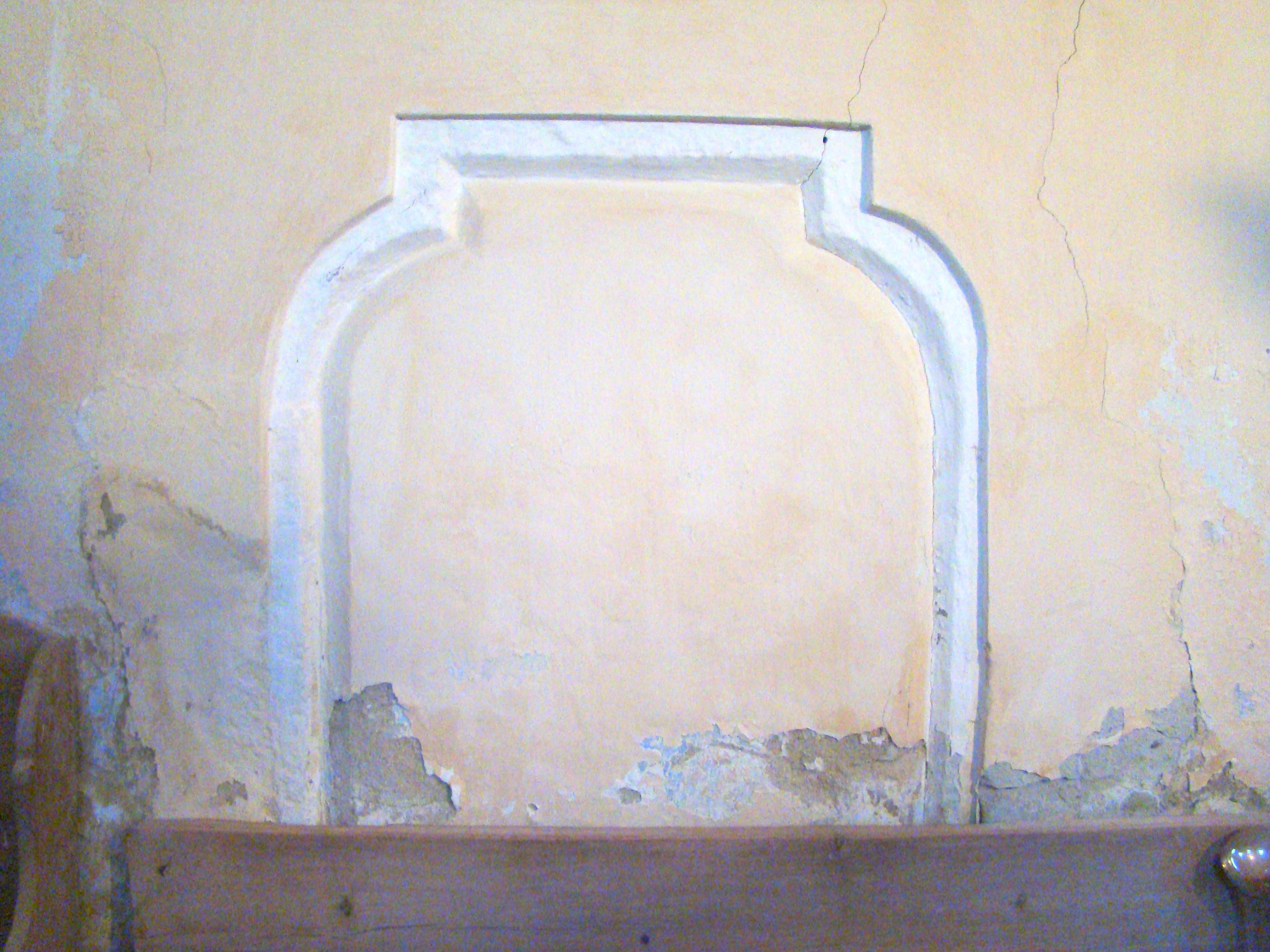
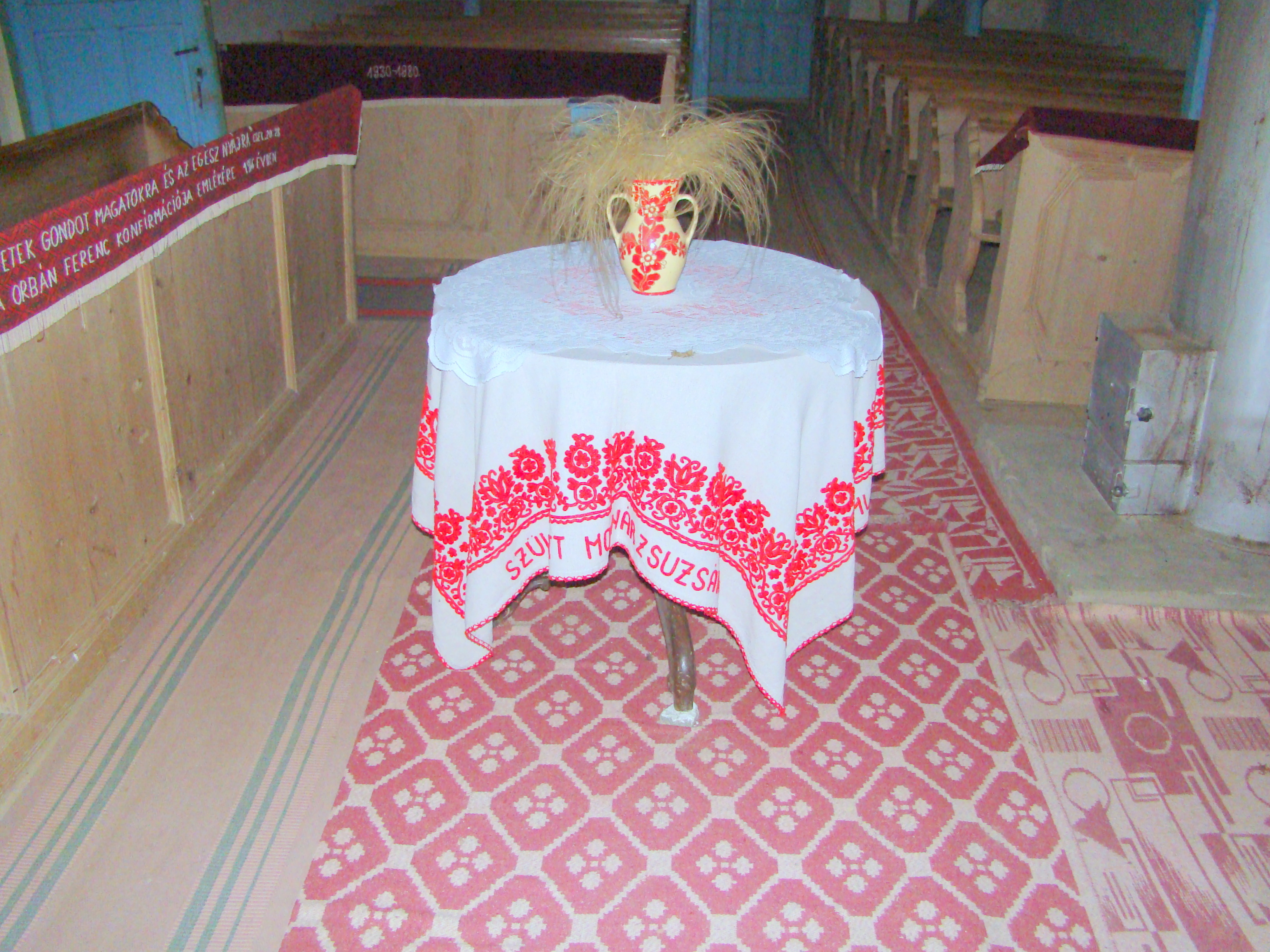
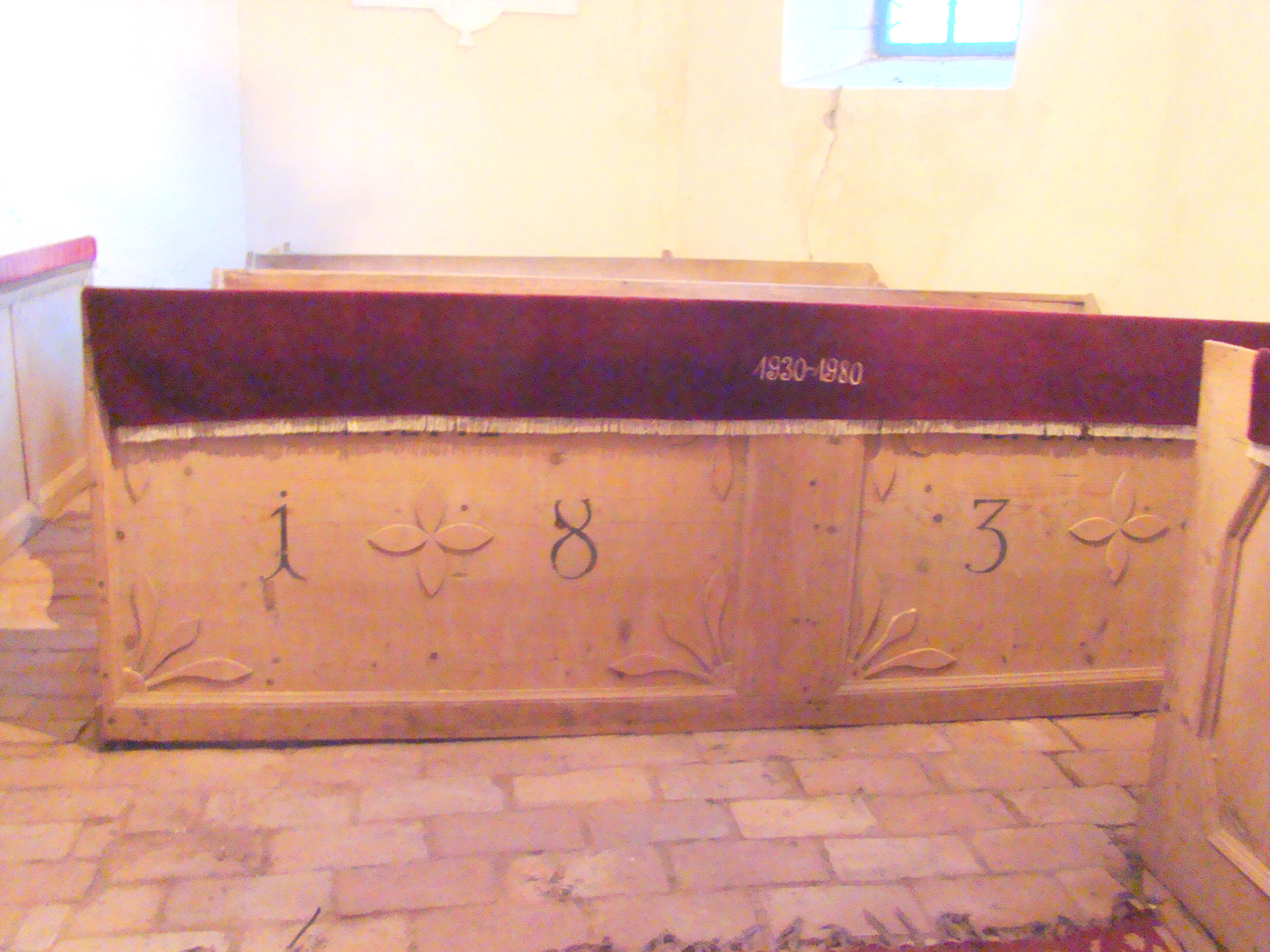
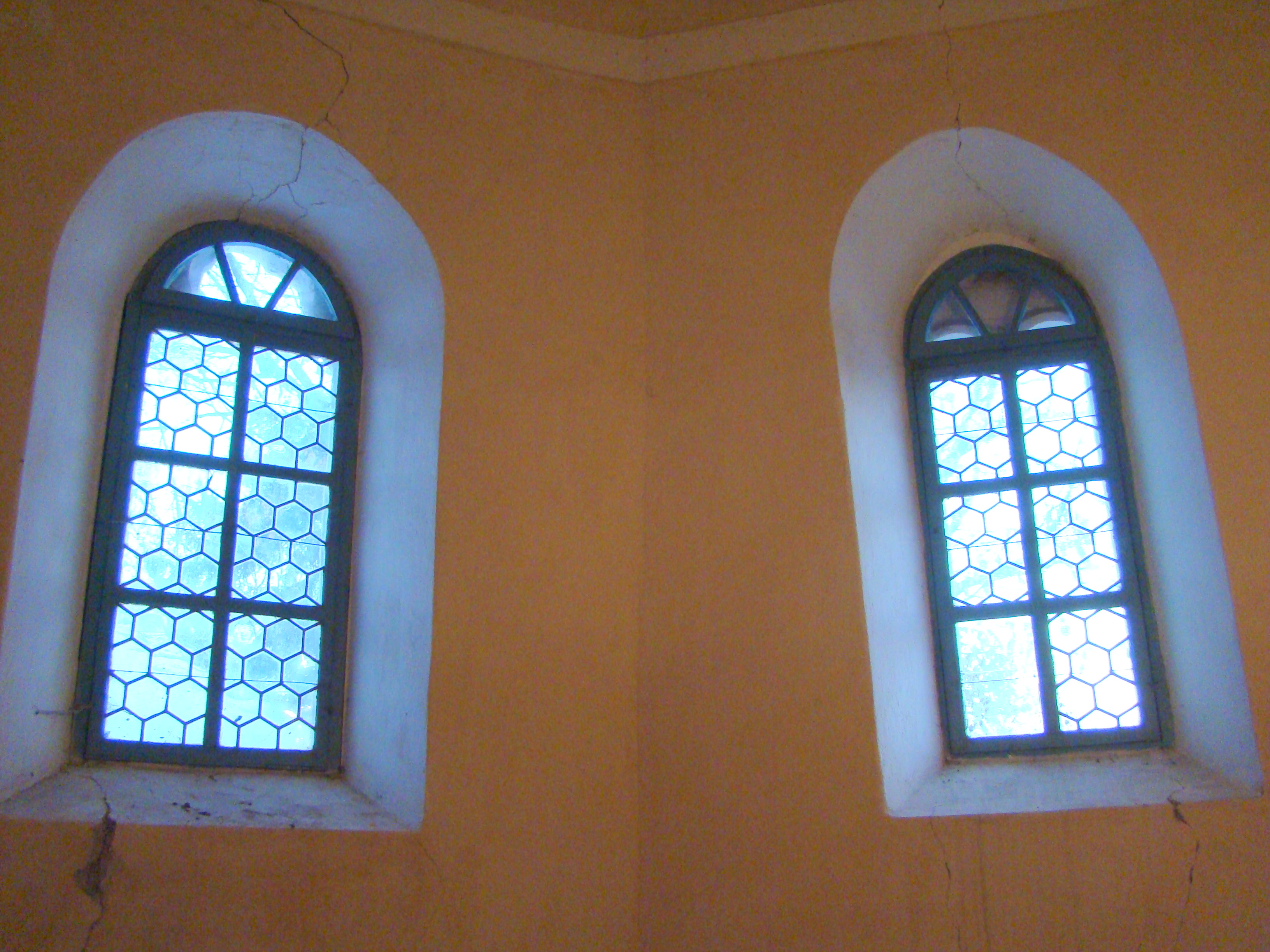
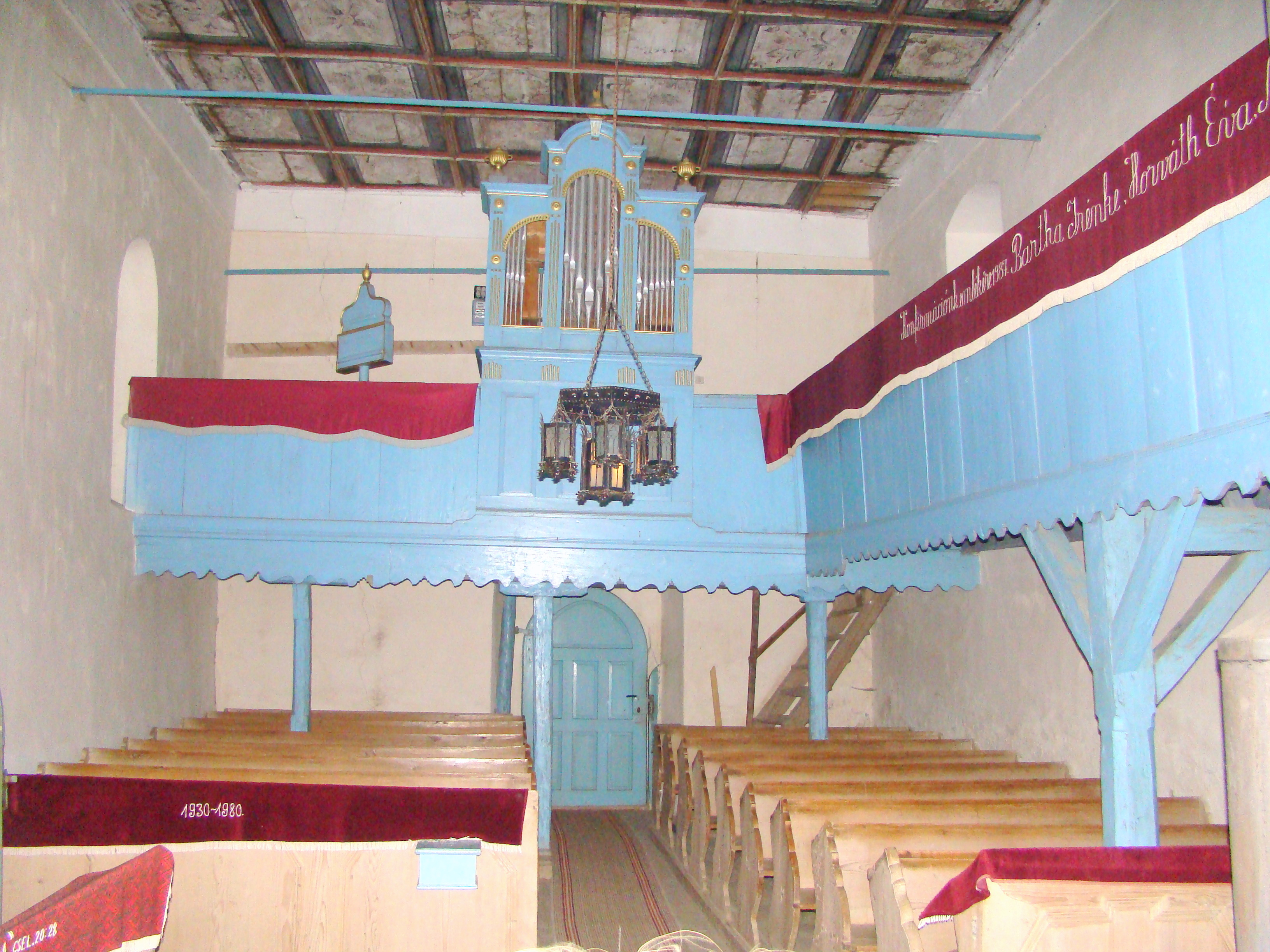
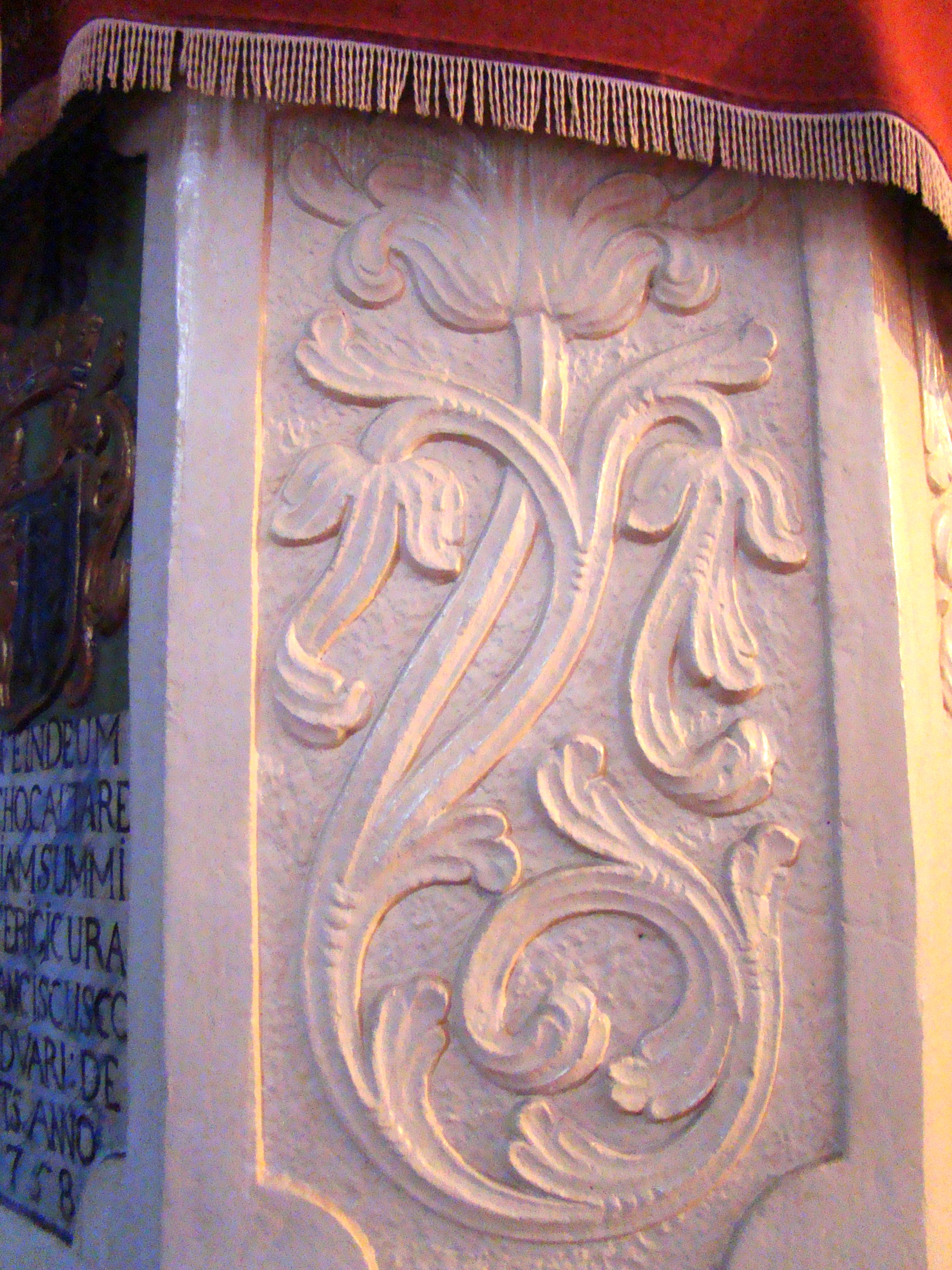
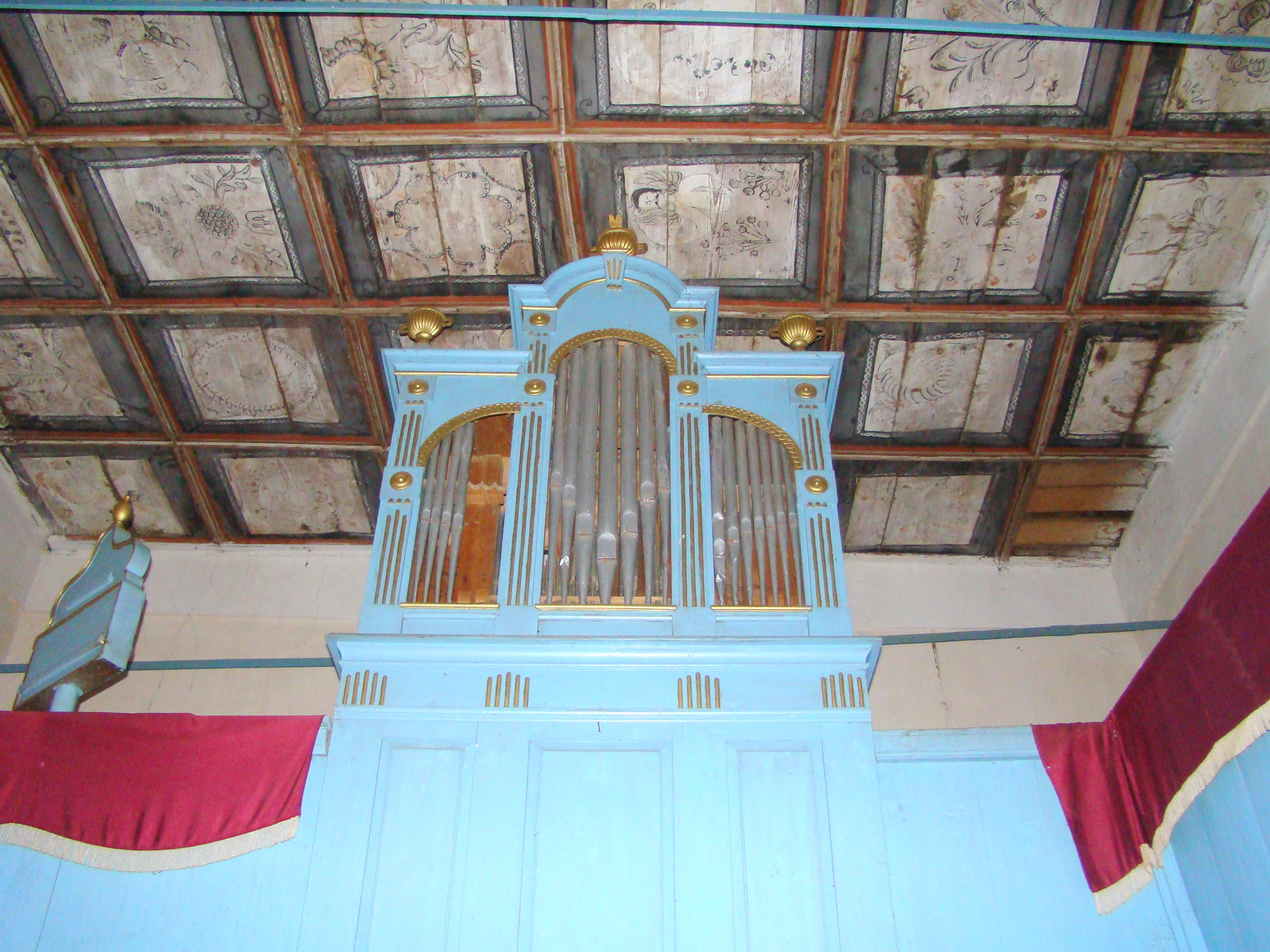
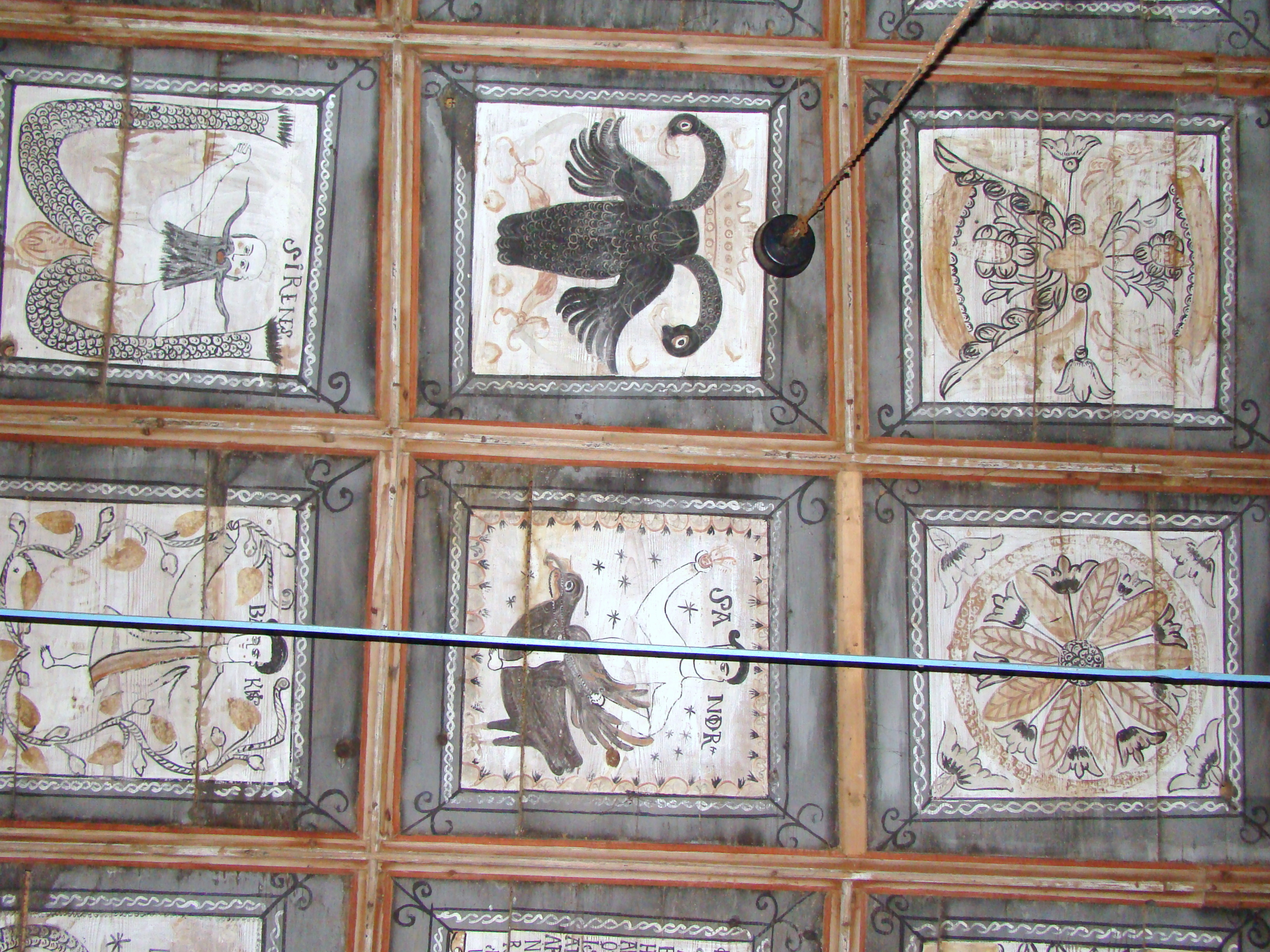
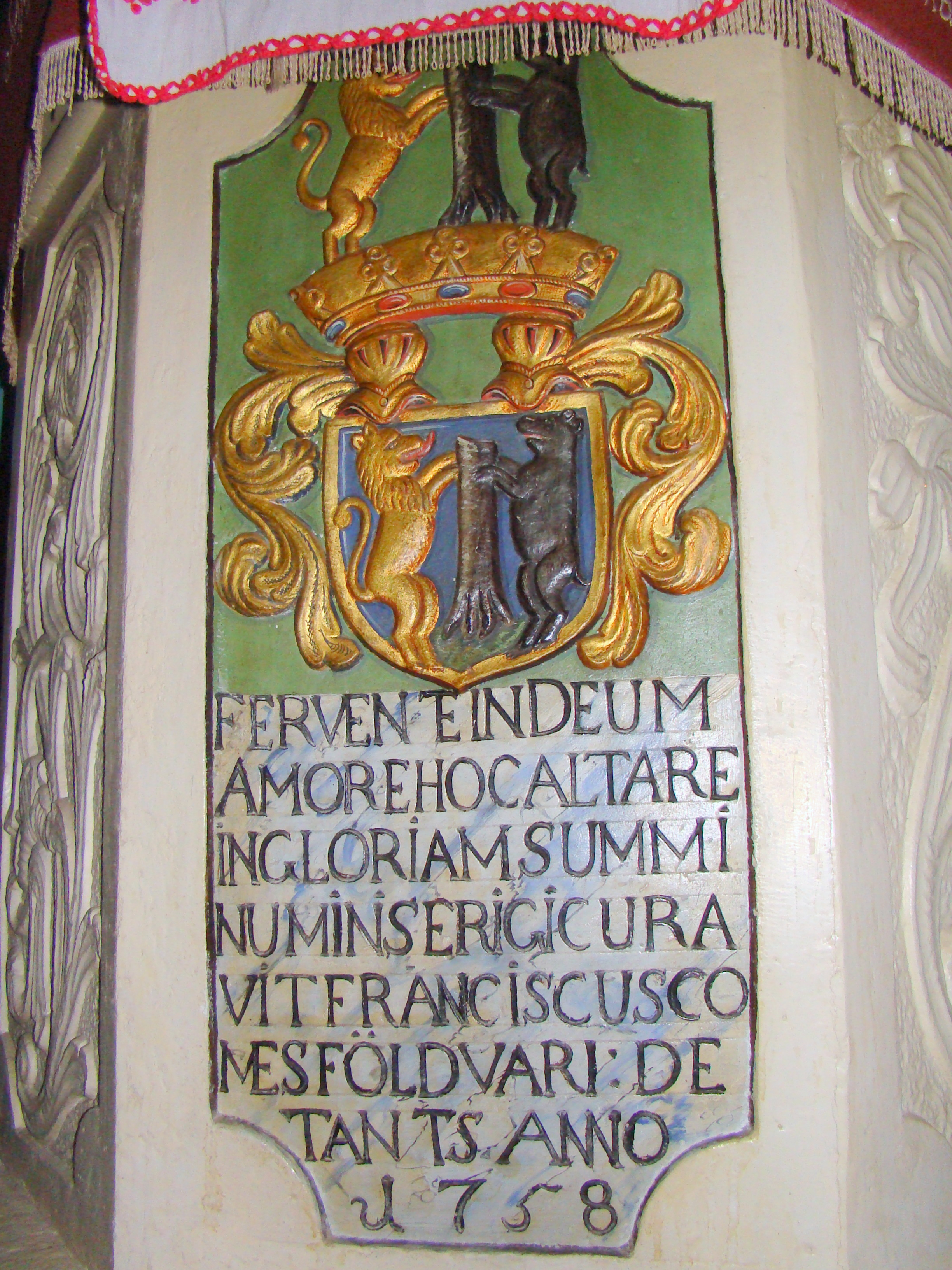
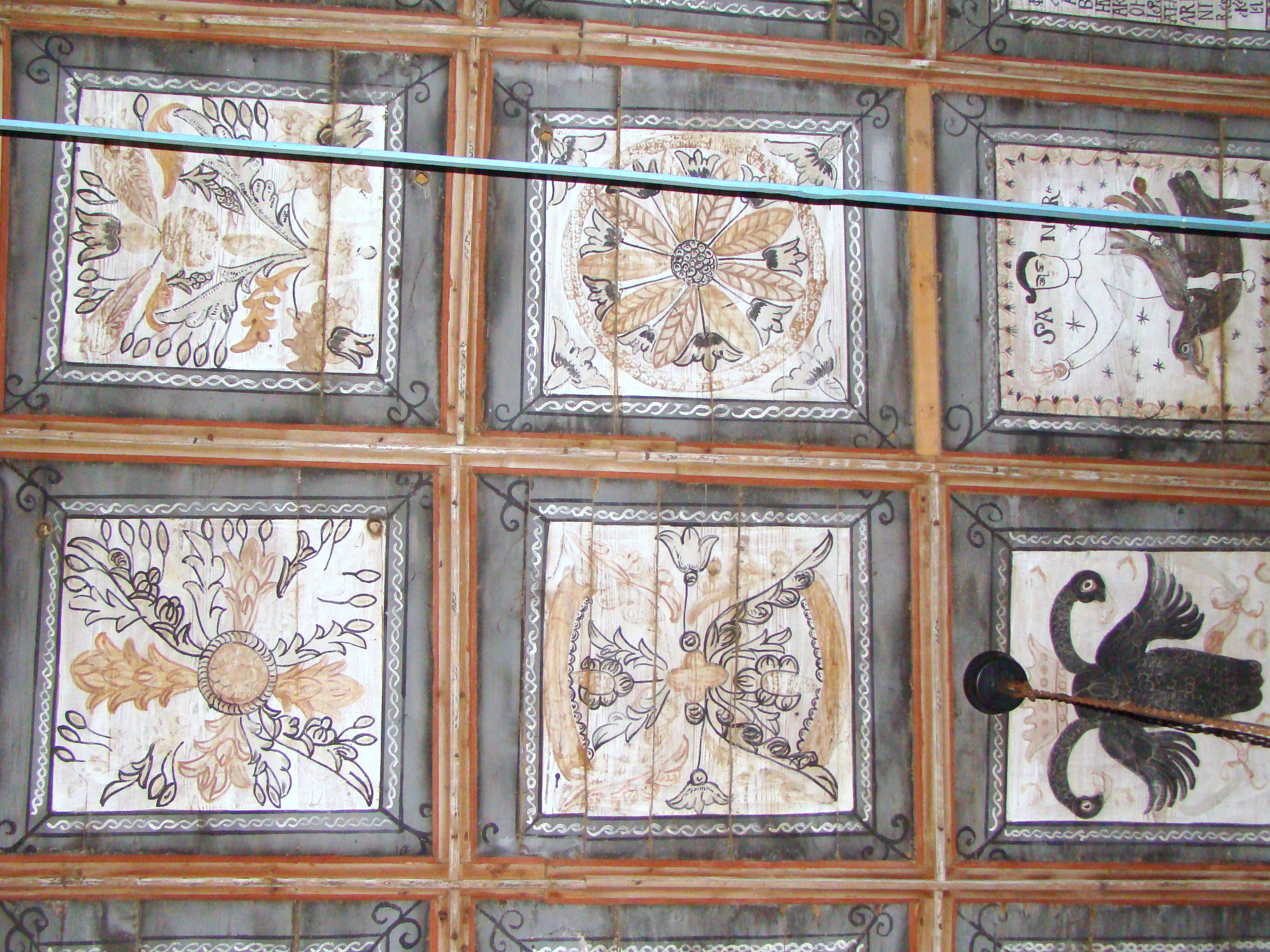
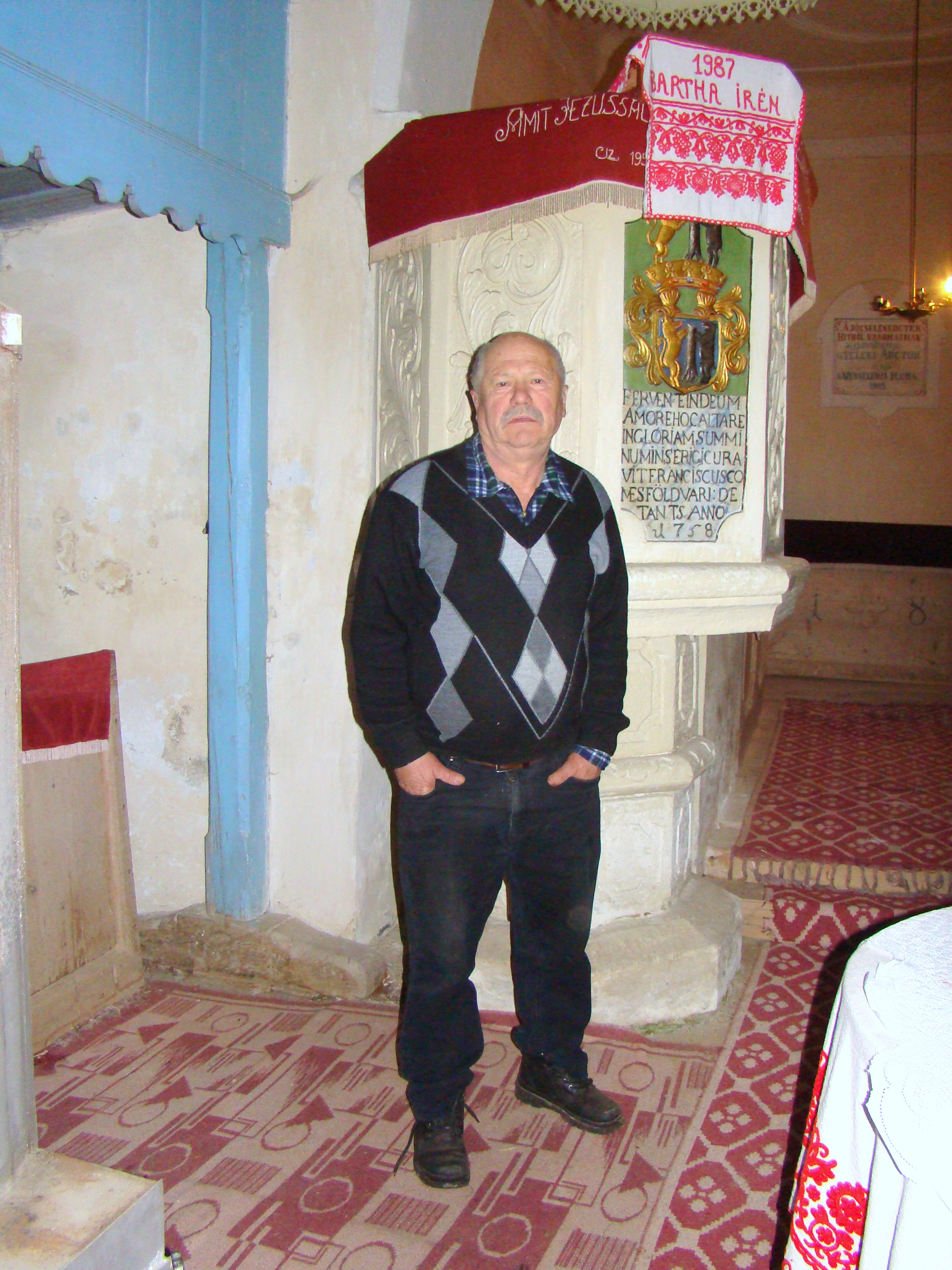
Pastorul reformat din satul Tonciu; comuna Fărăgău: Nagy Francisc
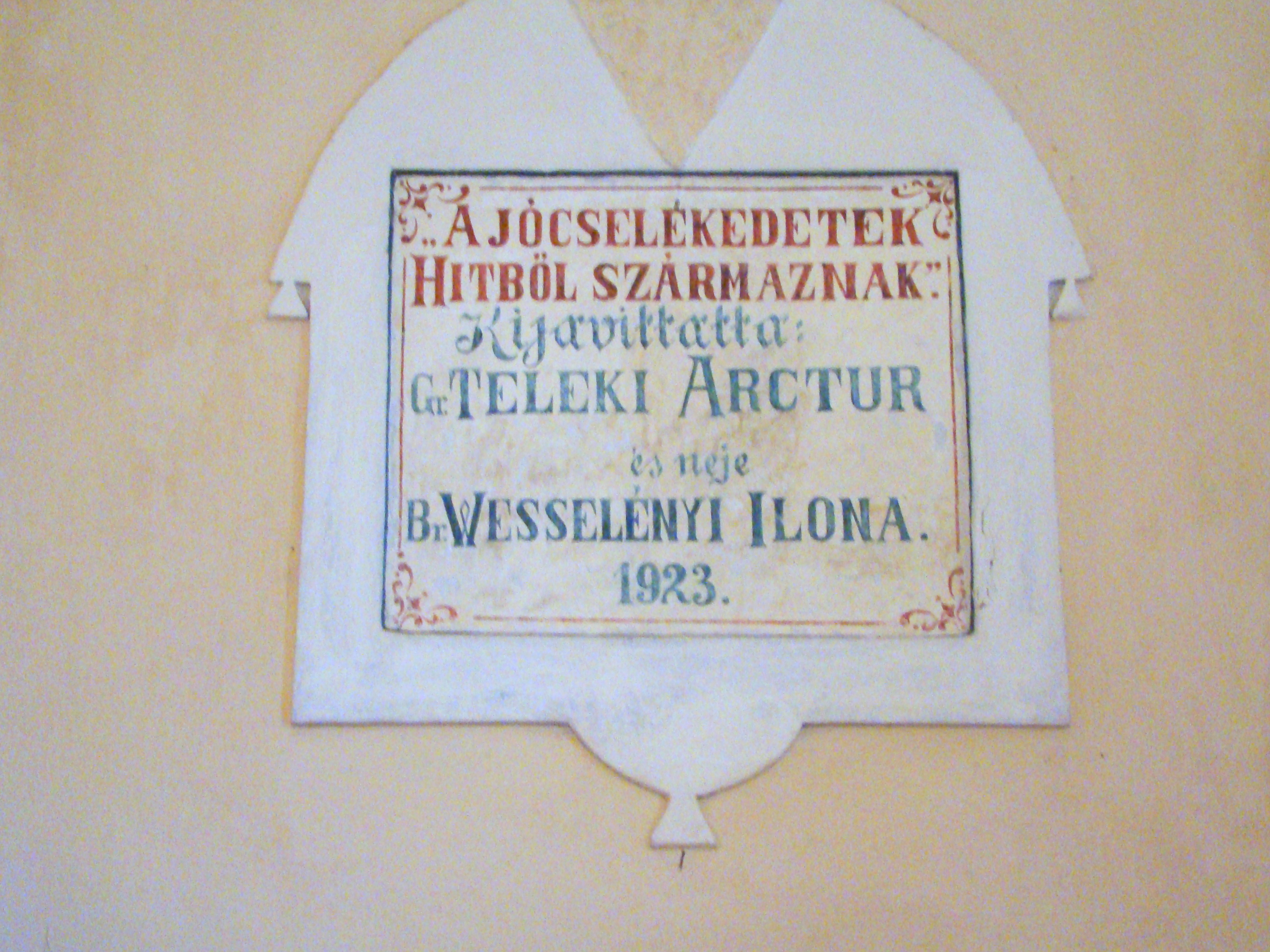
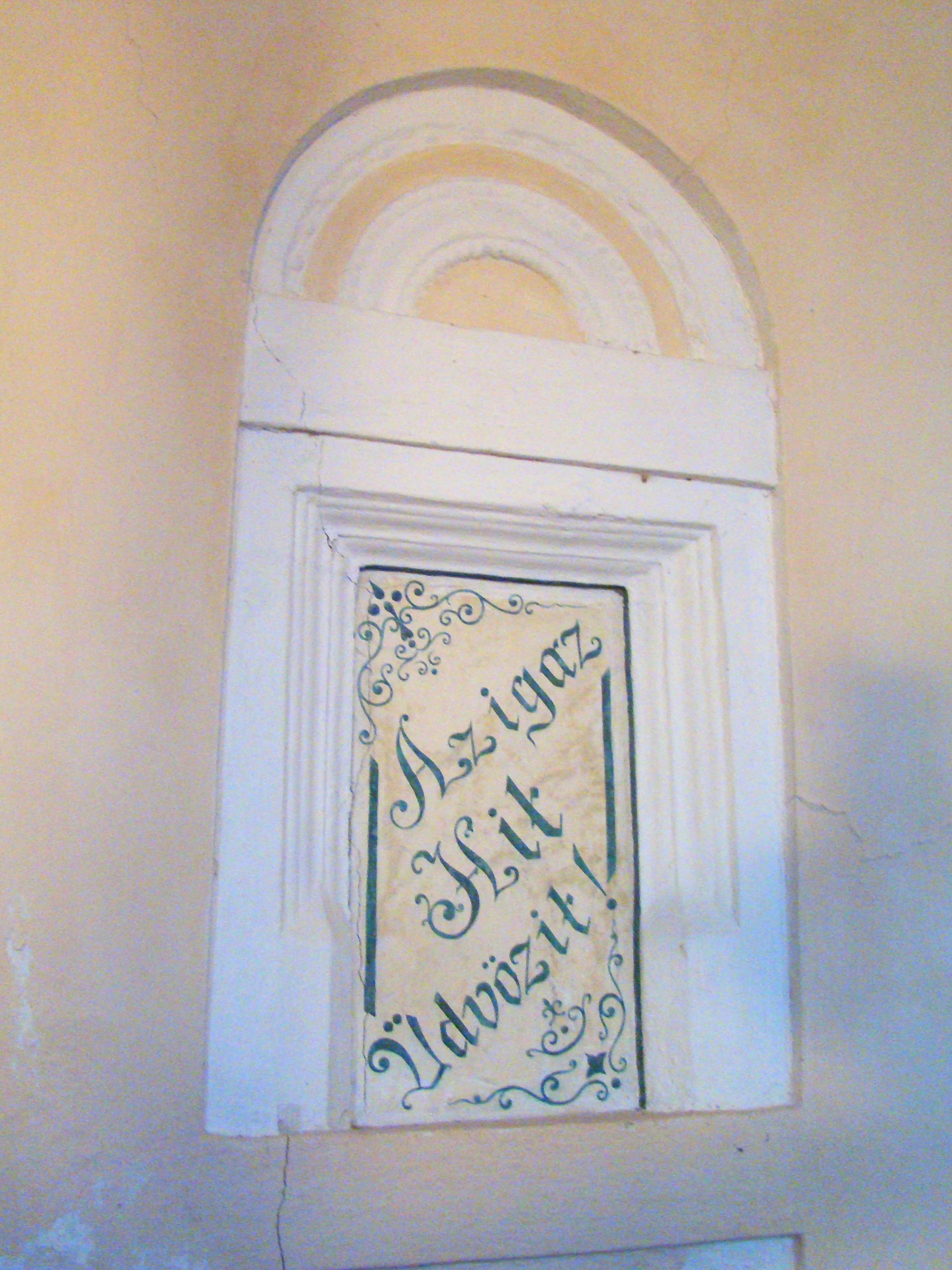